# Nicaragua
Nicaragua (spanische Aussprache [nikɑˈɾɑɣwɑ]; deutsch seltener auch Nikaragua, offiziell Republik Nicaragua, spanisch República de Nicaragua) ist ein Staat in Zentralamerika. Er grenzt im Norden an Honduras und im Süden an Costa Rica sowie im Westen an den Pazifik und im Osten an die Karibik.
Der Landesname leitet sich aus dem Nahuatl ab (nican ‚hier‘, aráhuac ‚Menschen‘). Andere Autoren führen den Landesnamen auf die Begegnung des spanischen Konquistadors Gil González Dávila mit dem Kaziken Nicarao zurück, die am 15. Oktober 1523 bei San Jorge/Rivas stattfand.
Staatspräsident José Daniel Ortega Saavedra kam bei einer umstrittenen Wahl 2006 an die Macht und hält seitdem mit diktatorischen Mitteln an ihr fest. Aufgrund seines schlechten Gesundheitszustands übernimmt seine Frau und Vizepräsidentin Rosario Murillo viele Regierungsgeschäfte; Beobachter gehen davon aus, dass sie das Land weitgehend führt. Aufgrund der zahlreichen Menschenrechtsverletzungen sanktionieren die EU und die USA Mitglieder der nicaraguanischen Regierung um Ortega.

## Geographie

### Landschaften

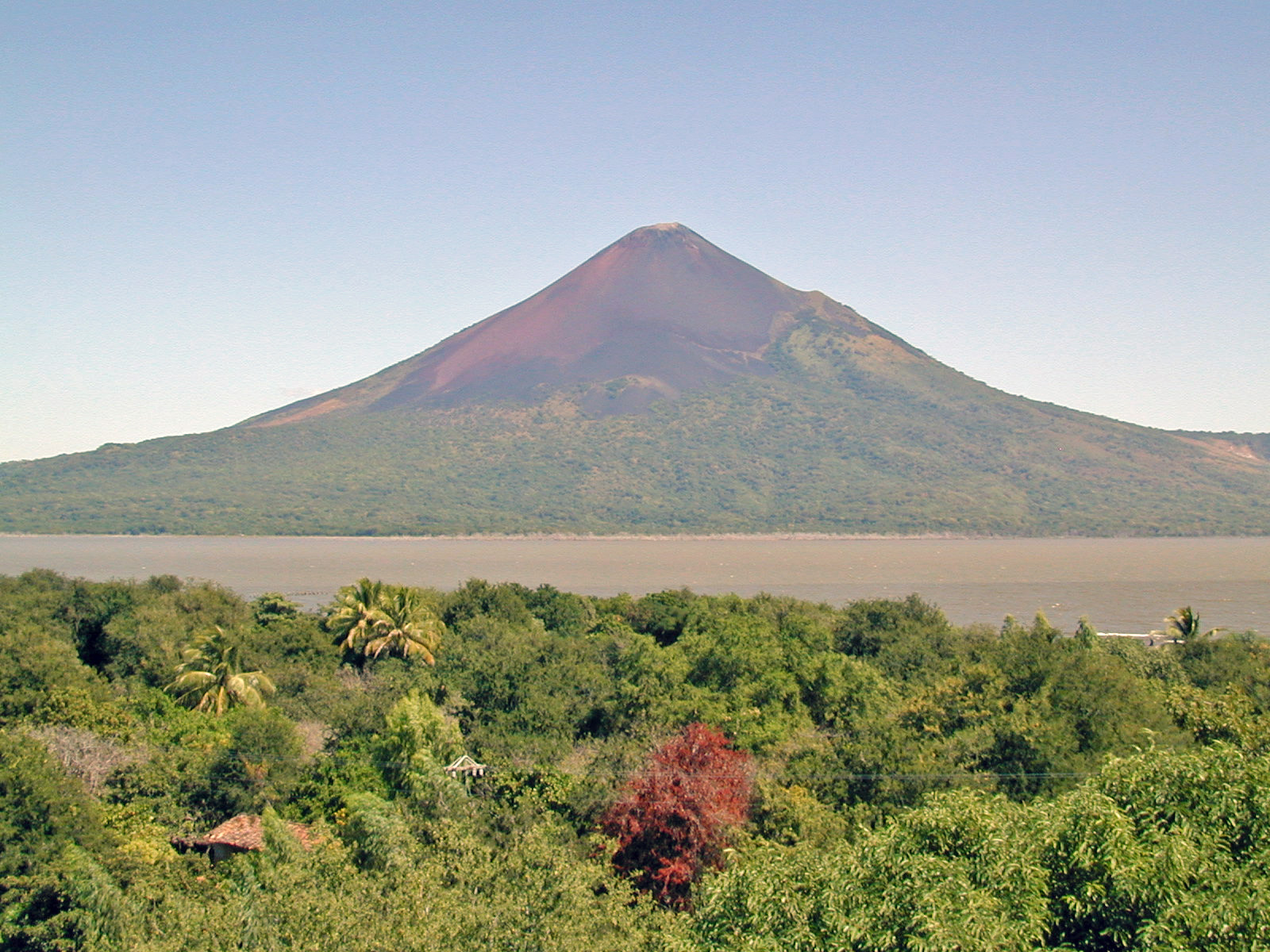
Der Vulkan Momotombo

Nicaragua wird parallel zur Pazifikküste von einer Kette aktiver Vulkane durchzogen, weshalb es auch das Land der tausend Vulkane genannt wird. Am Kratersee Laguna de Apoyo konnte an Buntbarschen nachgewiesen werden, dass sich eine Art zu zwei verschiedenen Arten auch ohne deren räumliche Isolierung entwickeln kann (sogenannte sympatrische Artbildung).
An der Pazifikküste liegen auch die Zentren und wichtigsten Siedlungsräume des Landes, während die östlichen und südlichen Landesteile dünn besiedelt sind. Zwei große Binnenseen prägen die Geographie – der größere Nicaraguasee (Lago Cocibolca) im Südwesten mit mehreren Inseln und der kleinere Managuasee im Westen. Aus dem Nicaraguasee entspringt der Fluss Río San Juan, der die Südgrenze des Landes bildet und in die Karibik mündet.
Der Osten des Landes bis zur Karibikküste ist eine große Regenwaldregion. Der nördliche Teil der Karibikküste wird auch Miskitoküste genannt.
Die höchste Erhebung ist der Pico Mogotón an der Nordgrenze mit 2107 Meter.
Nicaragua hat zwei Nachbarstaaten: im Norden Honduras mit 922 km Grenzlänge und im Süden Costa Rica mit 309 km Grenzlänge. Die gesamte Länge der Landgrenzen beträgt somit 1231 Kilometer.

### Klima
Ende Oktober 1998 wütete Hurrikan Mitch in Mittelamerika und richtete auch in Nicaragua schwere Schäden an. Durch die von Dauerregen ausgelösten Überschwemmungen und Erdrutsche starben mehr als 4000 Menschen. Es kam zu einem Ausbruch von Seuchen.
Nach der Katastrophe gab es vielfältige internationale Hilfe und Hilfszusagen. Allerdings nutzte die damalige Regierung unter Alemán einen Teil der Gelder, um sich und den ihr nahestehenden Gruppen einen Vorteil zu verschaffen.

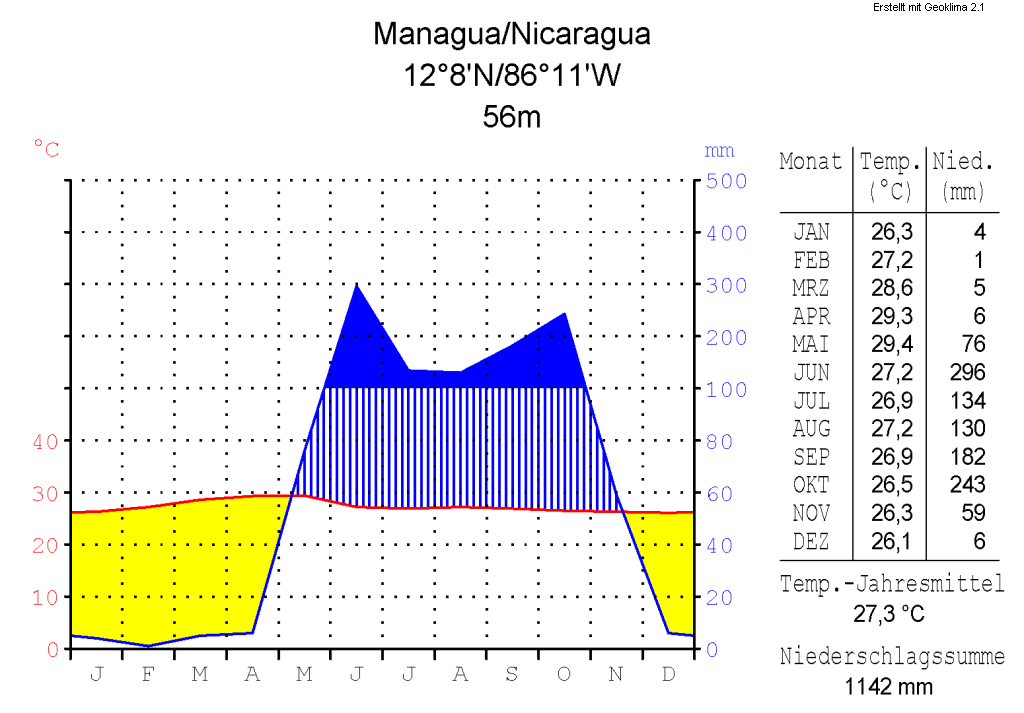
Klimadiagramm von Managua
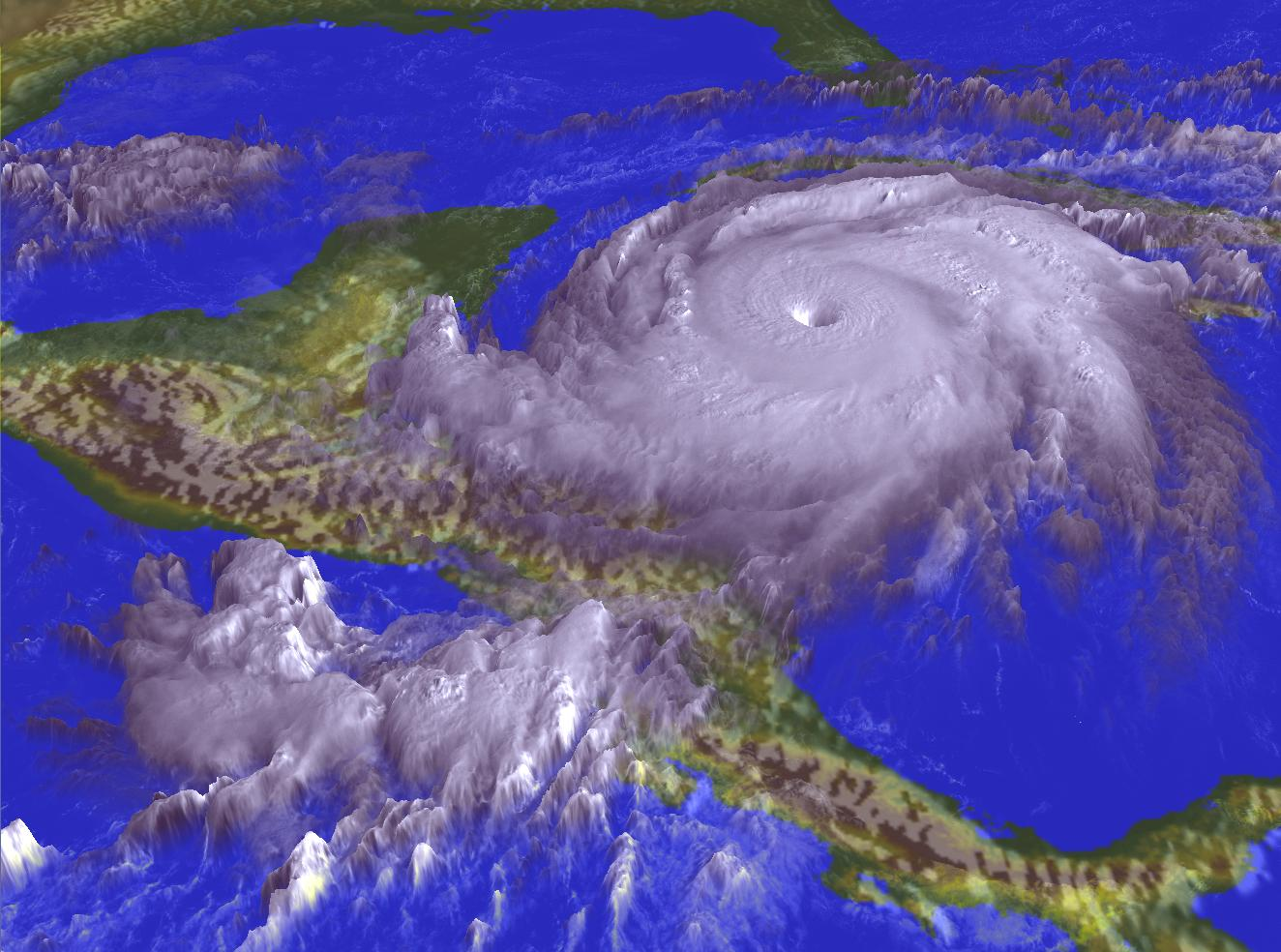
Satellitenaufnahme des Hurrikans Mitch

### Tierwelt
Die Artenvielfalt in Nicaragua ist groß. In den Regenwäldern leben unter anderem Jaguare, Pumas, Ozelote sowie verschiedene Affenarten und Reptilien wie Alligatoren und Schlangen. Zudem gibt es eine Vielzahl an Vogelarten, zu nennen sind hier Papageien, Tukane, Pelikane und Kolibris.

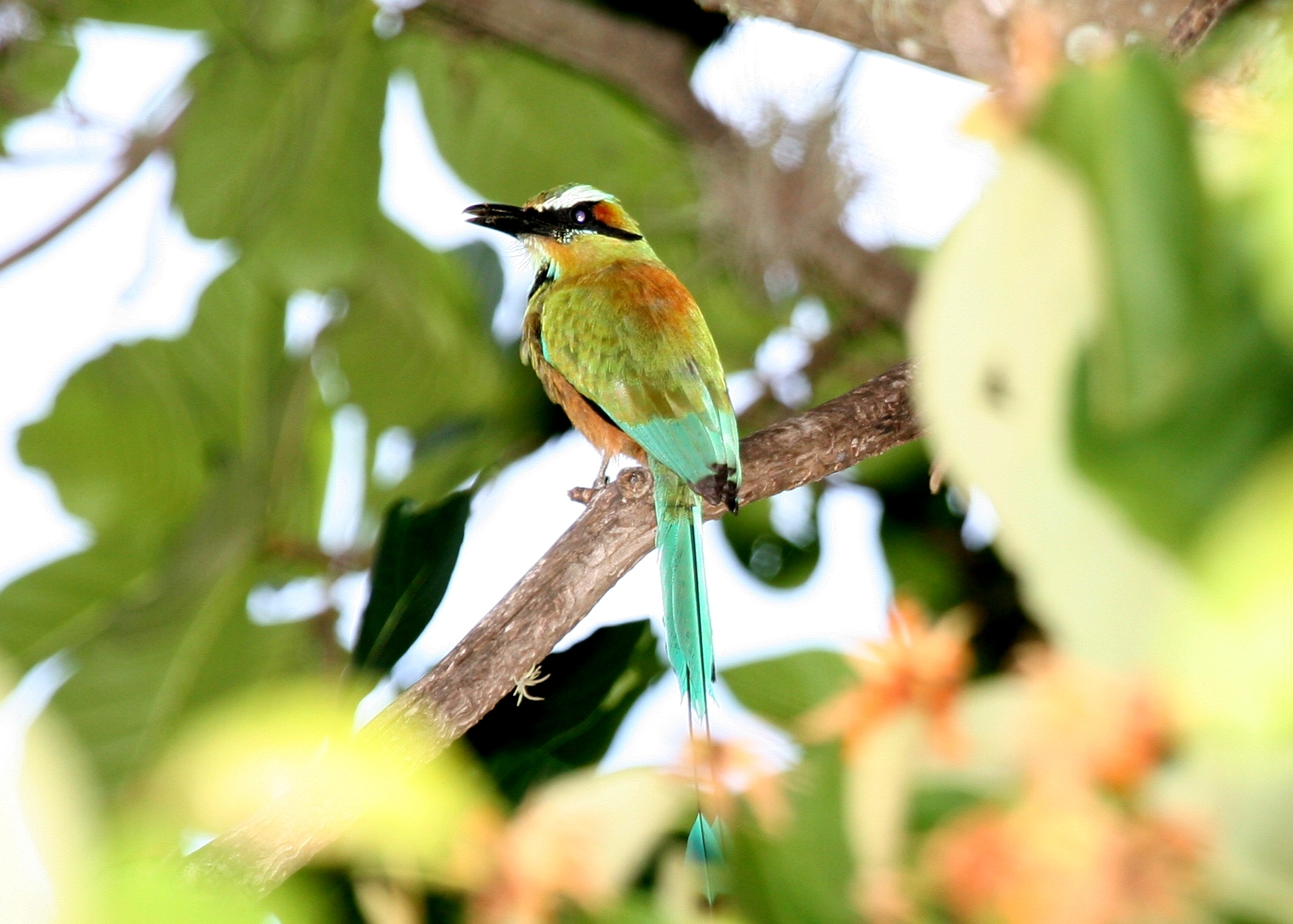
Der Nationalvogel Nicaraguas: Guardabarranco (Türkisbrauenmotmot, Eumomota superciliosa)

### Städte

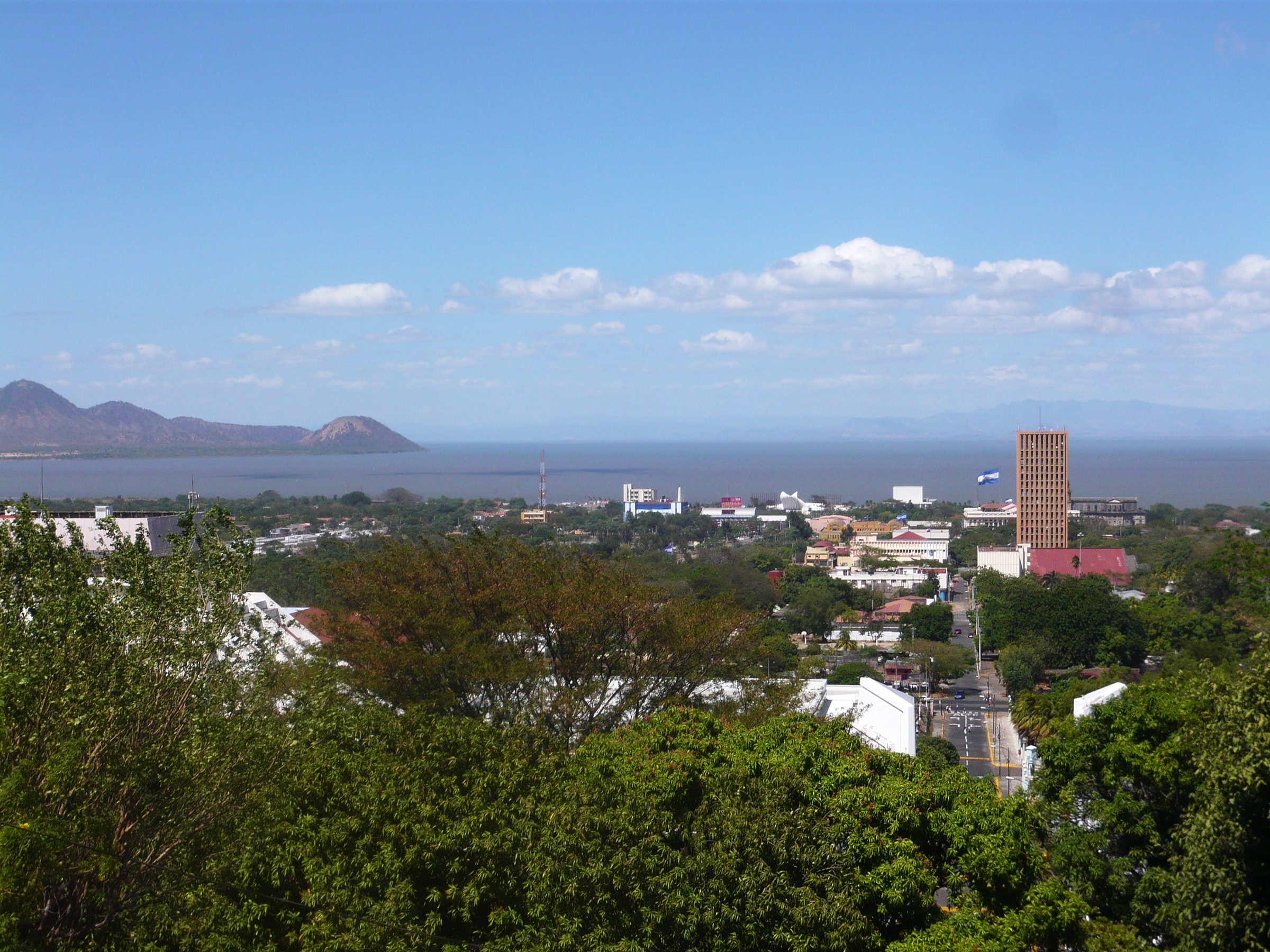
Blick auf Managua

Im Jahr 2023 lebten 60 Prozent der Einwohner Nicaraguas in Städten. Die größten Städte sind (Stand: 30. Juni 2016):
| Name der Stadt | Einwohner |
| -------------- | --------- |
| Managua        | 1.033.622 |
| León           | 169.362   |
| Tipitapa       | 127.618   |
| Masaya         | 125.824   |
| Chinandega     | 111.256   |
| Ciudad Sandino | 110.083   |
| Estelí         | 105.709   |
| Matagalpa      | 103.860   |
| Granada        | 100.496   |

## Bevölkerung

### Demografie
Nicaragua hatte 2023 7,0 Millionen Einwohner. Das jährliche Bevölkerungswachstum betrug + 1,4 %. Zum Bevölkerungswachstum trug ein Geburtenüberschuss (Geburtenziffer: 20,0 pro 1000 Einwohner vs. Sterbeziffer: 4,7 pro 1000 Einwohner) bei. Die Anzahl der Geburten pro Frau lag 2022 statistisch bei 2,3, die der Region Lateinamerika und die Karibik betrug 1,8. Die Lebenserwartung der Einwohner Nicaraguas ab der Geburt lag 2022 bei 74,6 Jahren. Der Median des Alters der Bevölkerung lag im Jahr 2021 bei 24,5 Jahren. Im Jahr 2023 waren 29,4 Prozent der Bevölkerung unter 15 Jahre, während der Anteil der über 64-Jährigen 5,4 Prozent der Bevölkerung betrug.
| Jahr | Einwohnerzahl | Jahr | Einwohnerzahl |
| ---- | ------------- | ---- | ------------- |
| 1950 | 1.295.000     | 1990 | 4.145.000     |
| 1960 | 1.775.000     | 2000 | 5.027.000     |
| 1970 | 2.398.000     | 2010 | 5.738.000     |
| 1980 | 3.250.000     | 2020 | 6.625.000     |

### Bevölkerungsstruktur
Etwa 90 % der Bevölkerung leben in der Pazifikregion und im Managua-Gebiet. Die Bevölkerung besteht zu 69,7 % aus Mestizen, 17,6 % sind Weiße (meist spanischer Abstammung). 9,2 % sind afrikanischer Herkunft, die zu 95 % in der Atlantikregion leben, allerdings stellen auch dort inzwischen Mestizen und Weiße mit knapp 59 % die Mehrheit. 3,2 % sind Indígenas, mehrheitlich Miskito sowie die kleineren ethnischen Gruppen Sumo (Mayangna) und Rama, deren Siedlungsgebiete im Landesinneren und an der Atlantikküste liegen. Hinzu kommen etwa 30.000 Araber (hauptsächlich Syrer, Libanesen und Palästinenser). In Managua existiert eine Gemeinde von rund 8000 chinesischen Einwanderern.

### Sprachen
Spanisch ist die Amtssprache Nicaraguas und wird von über 97 % der Bevölkerung als Muttersprache gesprochen. Weitere Sprachen sind Kreolisch (Karibisches Englisch), das besonders an der Ostküste Nicaraguas verbreitet ist, und die Indiosprachen Miskito. Die Miskito-Sprache ist die am häufigsten gesprochene indigene Sprache in Nicaragua. Dies liegt daran, dass die Miskito-Bevölkerung auch die höchste Einwohnerzahl der Ureinwohner im Land hat. Weitere Indiosprachen sind Sumu (Mayangna), Rama und Garífuna (Igñeri).

### Religion

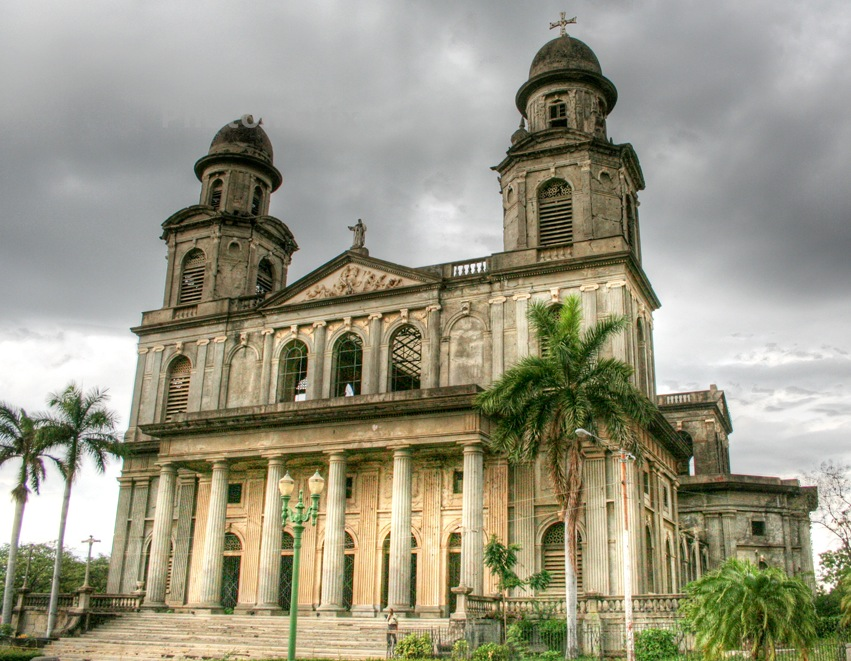
Die alte Kathedrale von Managua

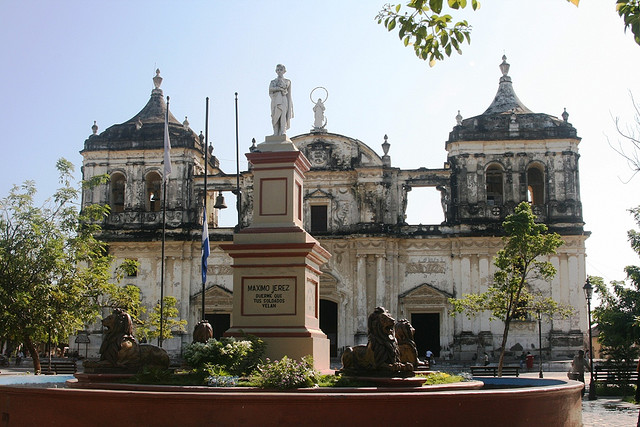
Kathedrale von León

Unmittelbar nachdem die Spanier Nicaragua erobert hatten (um 1530), kamen spanische Missionare in das Land. Bis auf wenige Ausnahmen wurde die indigene Bevölkerung zum katholischen Glauben bekehrt.
Heute sind noch rund 47 Prozent der Nicaraguaner römisch-katholisch. Die katholische Kirche umfasst acht Diözesen. In den letzten Jahren haben protestantische Freikirchen zunehmend an Einfluss gewonnen, aber auch die Religionsfreien haben um rund 8 auf 12 Prozent zugenommen. Die Herrnhuter Brüdergemeine kam im 19. Jahrhundert aus Deutschland, um die Mission an der englischsprachigen Miskitoküste zu beginnen. Fast alle Miskito- und Rama-Indianer gehören dieser evangelischen Kirche an. Auf Spanisch heißt sie Iglesia Morava und auf Englisch Moravian Church. Eine andere christliche Kirche im Land ist die Neuapostolische Kirche, die dort nach eigenen Angaben etwa 2000 Mitglieder betreut. Darüber hinaus sind weitere Glaubensgemeinschaften wie Mormonen oder Zeugen Jehovas (20.000 Mitglieder) aktiv.
Die katholische Kirche hatte in der ganzen jüngeren Geschichte des Landes eine große Bedeutung. So wendete sich bereits Anfang der siebziger Jahre der damalige Erzbischof Obando y Bravo (Erzdiözese Managua) gegen die Somoza-Diktatur. In der katholischen Kirche fand der demokratische Widerstand starken Halt. Während der Regierungszeit der Sandinisten in den 1980er Jahren jedoch wurde Obando y Bravo zu einer Leitfigur der Opposition. Gläubige und Priester, die politisch im Sinne der Revolution aktiv waren, sahen sich starken Repressionen durch die Kirche ausgesetzt. Zugleich versuchte die Regierung unter Daniel Ortega, durch Installation einer sogenannten „Volkskirche“ (iglesia popular) die eigene Politik christlich zu rechtfertigen und propagandistisch zu stützen. Ihr prominentester Vertreter war Ernesto Cardenal. Diese Bewegung wurde von Vertretern der Befreiungstheologie und von den Regierungen von Kuba, der Deutschen Demokratischen Republik und der Sowjetunion unterstützt. Papst Johannes Paul II. rügte sie während seines vielbeachteten Nicaragua-Besuchs im Jahr 1983 öffentlich und erhob 1985 Obando y Bravo zum ersten Kardinal Nicaraguas.

### Landfrage
Als die Sandinisten 1979 ihre Landreform durchführten und das Land an Kleinbauern, Kooperativen und Staatsbetriebe verteilten, hatte man es unterlassen, die neuen Eigentümer offiziell im Grundbuch einzutragen. Man sagt, dass die Sandinisten es vergessen hätten, wahrscheinlicher ist es jedoch, dass sie nicht die Kontrolle über so viele Ländereien verlieren wollten. Diese Umstände führten zur großen Landfrage in den 1990ern.
Eines der ersten Ziele, die nach 1990 verfolgt wurden, war es, die Landreform der Sandinisten rückgängig zu machen. Zunächst wurden Staatsbetriebe zu je 25 % zwischen den einstigen Großgrundbesitzern, Landarbeitern, ehemaligen Angehörigen der sandinistischen Armee sowie den ehemaligen Contras aufgeteilt. Doch mit dem Ende der Revolution kamen auch die mit Somoza geflohenen Reichen aus ihrem Exil in Miami zurück und forderten „ihr“ Land. Sie hatten im Gegensatz zu den Bauern und Kooperativen noch ihre Besitztitel. Auf juristischem Wege ließen sich einige Fälle „klären“, wobei die Richter oftmals bestochen wurden, um zugunsten der ursprünglichen Besitzer zu entscheiden. Es folgten harte Auseinandersetzungen, denn das durch die Revolution politisierte Volk ließ sich nicht sein Land wegnehmen. Es kam zu zahlreichen Protesten in der Bevölkerung, die auch zu einigen Erfolgen führten. So musste Alemán die geplante Neuordnung des Bodenbesitzes 1997 überarbeiten, nachdem es zu großen Demonstrationen und Blockaden gekommen war.
Doch die Besitzfrage bleibt in vielen Fällen ungeklärt, und die Gerichte schieben den Klagenberg vor sich her. Um die Situation endgültig zu klären, werden seit längerem spezielle Agrargerichte gefordert, doch diese wurden bisher nicht gegründet. Eine Folge dieser unklaren Besitzverhältnisse ist Landflucht.

### Migration
Wegen der hohen Arbeitslosigkeit gibt es in Nicaragua eine ausgeprägte Landflucht. Dabei ist die Hauptstadt Managua das wichtigste Ziel. Allerdings ist auch hier die wirtschaftliche Situation nicht wesentlich besser, und die Verstädterung bringt ihre eigenen Probleme mit sich. Viele zieht es weiter ins Ausland, wo sie Arbeit suchen. Schätzungen zufolge lebt rund jeder fünfte Bürger Nicaraguas im Ausland, hauptsächlich in Costa Rica und in den USA. Dort leben und arbeiten sie meist illegal und sind durch ihre Überweisungen an Freunde und Verwandte die Hauptdeviseneinbringer des Landes.

### Gesundheit
Die Gesundheitsausgaben des Landes betrugen im Jahr 2021 9,7 % des Bruttoinlandsprodukts. Im Jahr 2017 praktizierten in Nicaragua 9,7 Ärztinnen und Ärzte je 10.000 Einwohner. Die Sterblichkeit bei unter 5-jährigen betrug 2022 15,2 pro 1000 Lebendgeburten. Die Lebenserwartung der Einwohner Nicaraguas ab der Geburt lag 2022 bei 74,6 Jahren (Frauen: 77,6, Männer: 71,6). Die Lebenserwartung stieg von 67,2 Jahren im Jahr 2000 bis 2022 um 11 %.

## Geschichte

### Kolonialzeit
Bei seiner vierten Reise landete Christoph Kolumbus im Juli 1502 auf der Insel Guanaja, die zu den honduranischen Islas de la Bahía gehört. Von der Mündung des Río Coco, dem Cabo Gracias a Dios, folgte er der Küste Nicaraguas und ankerte an der Mündung des Río San Juan, um schwere Stürme zu überstehen.
Von Panama aus unternahm der Konquistador Pedrarias Dávila 1519 Raubzüge nach Costa Rica und Nicaragua. Obwohl die unmittelbare Beute relativ hoch war, wurde im Verlauf des Eroberungszuges klar, dass auf Dauer die Quelle des Reichtums in den Menschen bestand. In den 1520er Jahren wurde das Gebiet von Spanien als Kolonie besiedelt, um die Encomienda in Gang zu setzen. Nahe der Pazifikküste wurden die ersten spanischen Kolonialstädte in Nicaragua gegründet: Granada (1523), León (1524) und Bruselas. Die letztgenannte Stadt verödete nach wenigen Jahren. Während der Kazike Nicarao sein Land für den kastilischen König requirieren ließ, sich zum Christentum bekehrte und den Spaniern wertvolle Geschenke machte, wiegte der Kazike Diriangén die Spanier durch seine Taufe in Sicherheit, um sie dann mit einigen tausend Indígenas auf dem Schlachtfeld anzugreifen.
Jeglicher Widerstand gegen die Unterwerfung galt den Konquistadoren als Rebellion, die prinzipiell mit Krieg und Versklavung beantwortet wurde. Die wirtschaftlich und kulturell sehr hoch entwickelten Völker der Pipil, Nicarao und Choroteguas wurden verschleppt und versklavt, Nicaragua wurde entvölkert. Der Mönch Bartolomé de Las Casas schrieb 1552: „Im gesamten Nicaragua dürften heute 4000 bis 5000 Einwohner leben. Früher war es eine der am dichtesten bevölkerten Provinzen der Welt.“
Der Hauptmann Francisco Hernández de Córdoba gründete 1523 am Nordufer des Nicaraguasees Granada und drang im Auftrag von Pedrarias durch Nicaragua bis nach Honduras vor. Als er dort auf Leute von Hernán Cortés stieß, witterte Pedrarias 1526 bei seinem engen Vertrauten, dem Leiter seiner Gouverneurswache, Verrat und köpfte de Córdoba – so, wie er bereits seinen Schwiegersohn Vasco Núñez de Balboa umgebracht hatte. Der Leichnam wurde bei Ausgrabungen im Frühjahr 2000 freigelegt.
Cortés’ Hauptmann Pedro de Alvarado eroberte 1523 bis 1535 Guatemala und El Salvador. 1524 erreichten sie San Salvador. Dabei stießen die beiden Herrschaftsgebiete von Cortés einerseits und Pedrarias andererseits in der Region Nicaragua/Honduras zusammen. Gil González Dávila und Andrés Niño eroberten 1524 Honduras. Als der von Pedrarias entsandte Capitán Dávila mit einer in Spanien erworbenen eigenen Capitulación an der Karibikküste landete, wurde er von Cortés Leuten in Ketten nach Spanien zurückgeschickt. Da wegen des indigenen Widerstandes in Honduras und Panamá Gouverneure von der spanischen Krone direkt eingesetzt wurden, blieb Nicaragua Pedrarias überlassen.

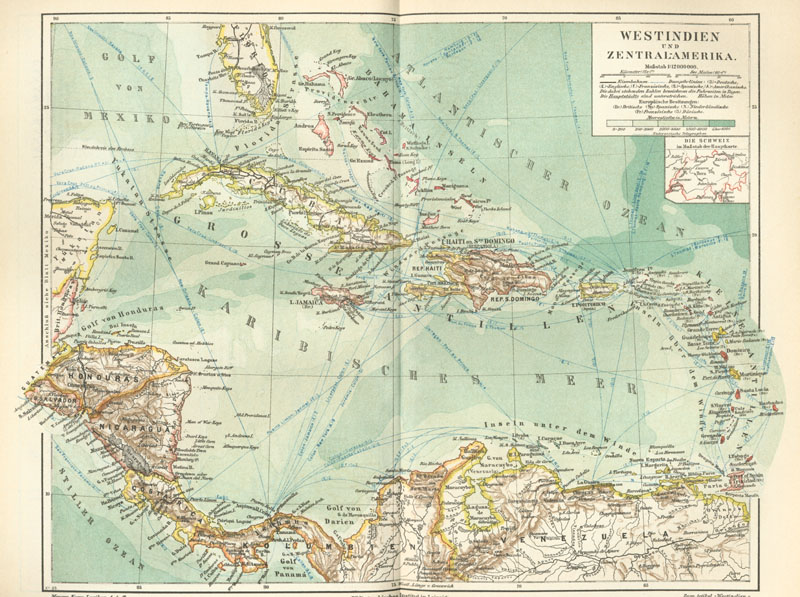
Die Karibik am Ende des 19. Jahrhunderts

Bereits 1539 entdeckte Diego Machuca den Río San Juan als Wasserstraße zwischen der Karibik und dem Nicaragua-See. 1551 äußerte sich bereits der spanische Chronist Francisco López de Gómara: „Man fasse nur den festen Entschluss, die Durchfahrt [zum Pazifik] auszuführen, und sie kann ausgeführt werden. Sobald es am Willen nicht fehlt, wird es auch nicht an Mitteln fehlen“. Doch der spanische König Philipp II. sah in der Landbrücke zwischen den beiden Ozeanen Gottes Schöpfung, die zu verbessern dem Menschen nicht zustünde. Deshalb wurde der Plan eines interozeanischen Nicaragua-Kanals vorläufig nicht weiter verfolgt.
Die spanische Kolonialherrschaft beschränkte sich lange Zeit nur auf die Pazifikküste und ihr Hinterland am Nicaragua-See und dem kleineren Managua-See. Die Karibikküste (Miskitoküste), die vom Rest des Landes durch gebirgige und unwegsame Regionen getrennt blieb und von den Miskitos bewohnt wurde, geriet von Jamaika aus für lange Zeit mit dem Territorium des heutigen Belize unter den Einfluss Großbritanniens.
1725 brach in León ein Aufstand der Indígenas gegen die Spanier aus. 1777 erhoben sich die Boacos unter Führung ihres Kaziken Yarince gegen die Spanier. Volkserhebungen infolge der französischen Revolution und Napoléons I. Besetzung Spaniens mündeten 1811/12 in der gesamten Pazifikregion Mittel- und Südamerikas in den Beginn des Unabhängigkeitskrieges, erste Forderungen nach Amtsenthebung des spanischen Statthalters wurden erhoben.

### Unabhängigkeit
Am 15. September 1821 rief das Generalkapitanat Guatemala, zu dem Nicaragua gehörte, seine Unabhängigkeit von der spanischen Krone aus. Noch heute ziert die Jakobinermütze der französischen Revolution über den fünf Vulkanen des Landes seine Flagge. Zwei Jahre später wurden daraus die Vereinigten Provinzen Mittelamerikas, aus denen die zentralamerikanische Föderation hervorging, der neben Nicaragua Honduras, Guatemala, Costa Rica und El Salvador angehörten.
Die Geschichte Nicaraguas ist durch den langen Gegensatz zwischen der liberalen Elite aus León und der konservativen Elite aus Granada geprägt. Managua als Hauptstadt liegt nicht zufällig dazwischen. Als die Gegensätze innerhalb der nicaraguanischen Oligarchie 1856 in einen Bürgerkrieg umschlugen, riefen die Liberalen den nordamerikanischen Abenteurer William Walker mit einer kleinen Privatarmee gegen ihre konservativen Kontrahenten zur Hilfe. Walker strebte jedoch die Unterwerfung ganz Zentralamerikas an, rief sich selbst zum Präsidenten Nicaraguas aus und ließ die 1824 abgeschaffte Sklaverei wiedereinführen. Erst 1857 wurde er von der vereinigten Armee zentralamerikanischer Staaten geschlagen und floh.

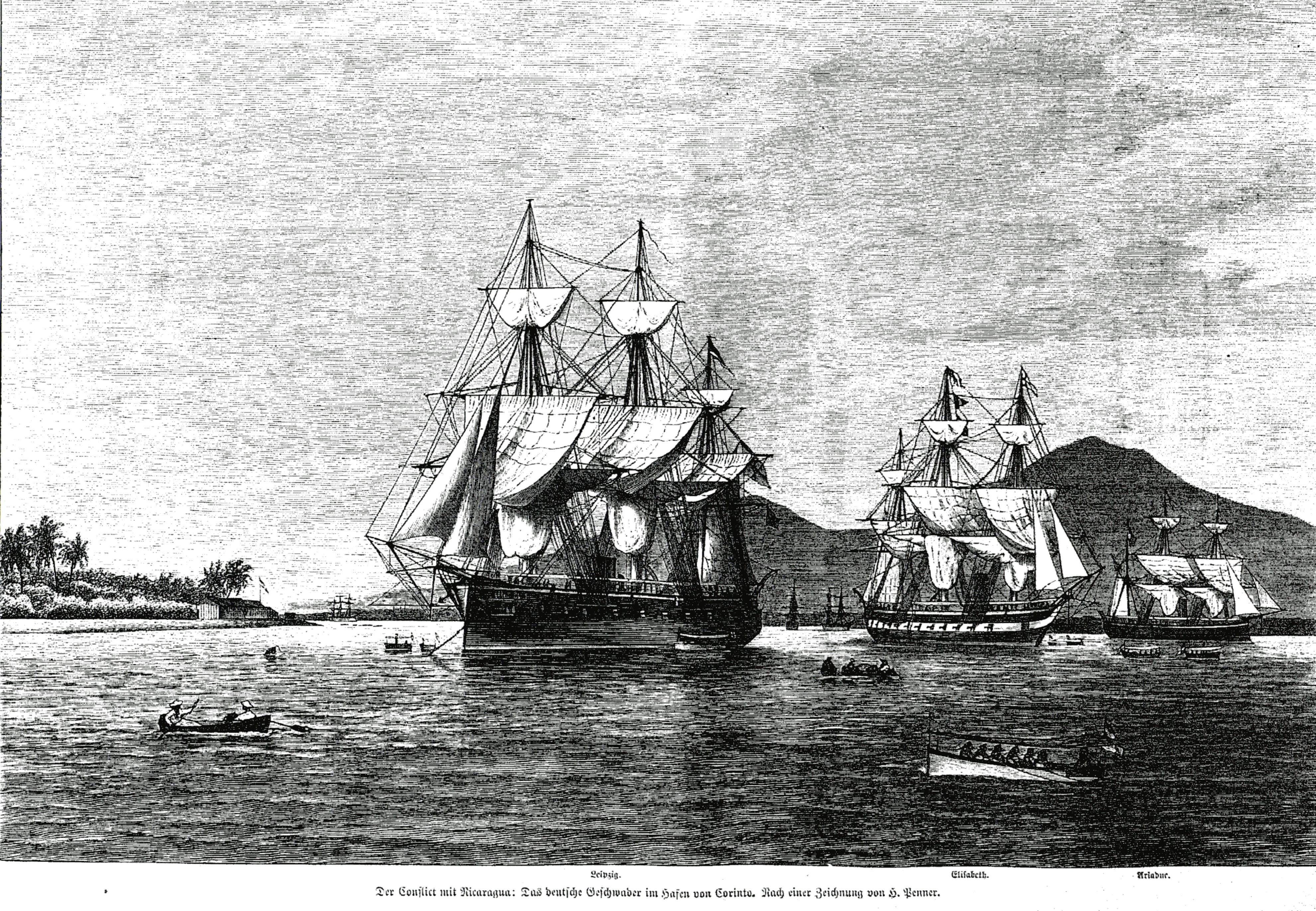
Deutsches Geschwader vor Corinto, März 1878. (Zeichnung von H. Penner. Illustrirte Zeitung vom 13. Juli 1878)

1878 gab es eine deutsche Militärintervention in Nicaragua nach einem Übergriff auf den Konsul in León, die sogenannte Eisenstuck-Affäre.
Beginnend in der Stadt Matagalpa kam es 1881 zu einem Aufstand der indigenen Bevölkerung in der Pazifikregion. Auslöser war die Privatisierung des bis dahin in Gemeinbesitz befindlichen Landes, in deren Folge sie in Lohn- oder Zwangsarbeit gedrängt worden waren, meist auf den expandierenden Kaffeeplantagen.
Mit dem Regime des Generals José Santos Zelaya kam 1893 die ökonomisch bedeutend gewordene Kaffeeoligarchie der „Liberalen“ an die Macht. Zelaya setzte die Trennung von Staat und Kirche und die zentralisierte Kontrolle des ganzen Landes durch, förderte den Kaffeeanbau und ließ die Verkehrswege ausbauen. Mit dem Dekret der Wiedereingliederung der Miskitoküste ließ 1894 seine Regierung die Miskitoküste durch den General Cabezas militärisch besetzen. Den Miskitos wurde die Aufrechterhaltung einer Reihe von Steuerprivilegien zugesagt. Eine Militärrebellion an der Karibikküste und der Druck der USA zwangen General Zelaya 1909 zum Rücktritt.
Der neue konservative Präsident Adolfo Díaz, bis zu seiner Wahl Buchhalter eines nordamerikanischen Bergbauunternehmens in Nicaragua, nahm 1911 bei US-Banken Millionenkredite auf und überließ als Sicherheit der US-Regierung die direkte Kontrolle der nicaraguanischen Zolleinnahmen. Ein Jahr später musste die Regierung Díaz gegen ein aufständisches Heer des bisherigen Kriegsministers Luís Mena durch US-Marines gerettet werden, die am 14. August 1912 in Nicaragua landeten und die Städte Managua, Granada und León besetzten. Die Marines blieben bis 1933 im Land und unterstützten meist die konservative Regierung gegen liberale Rebellen (siehe auch Guerra Constitucionalista).

### Aufstieg der Somozas

Chinandega: US-Truppen auf dem Marsch

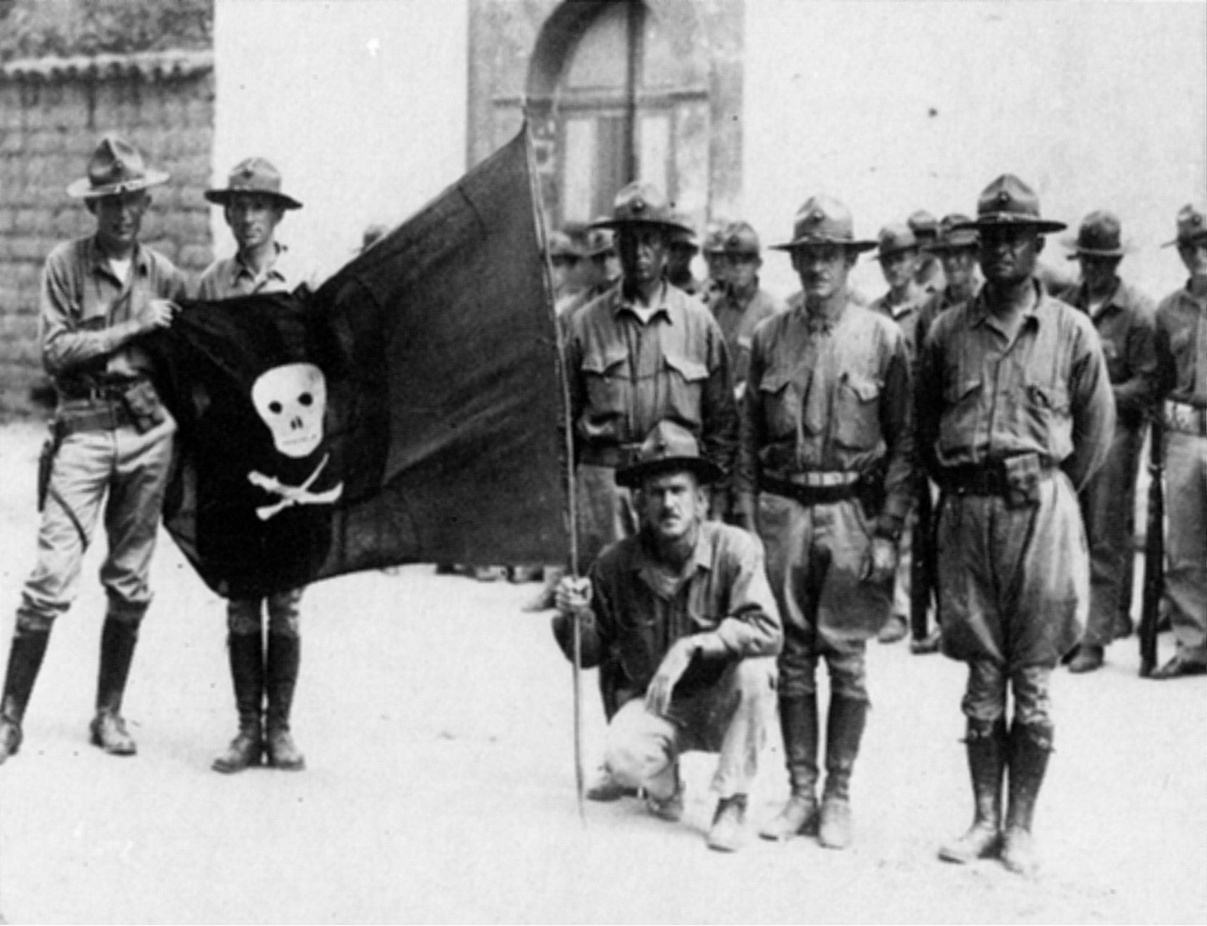
Die erbeutete Flagge von General Sandino 1932

1927 entflammte der Bürgerkrieg erneut zwischen der konservativen Regierung und den Liberalen, zu deren Generälen auch Augusto César Sandino zählte. Nachdem der persönliche Abgesandte des US-Präsidenten Calvin Coolidge dem Anführer der Liberalen, General José María Moncada die Präsidentschaft versprochen hatte, erzwang er den Pakt von Espino Negro, in dem die Entwaffnung der Liberalen festgeschrieben wurde. Lediglich Sandino und 30 seiner Soldaten ließen sich nicht entwaffnen, sondern zogen sich in die Berge im Norden des Landes zurück. Dort stellte Sandino von neuem eine kleine Truppe auf, kämpfte gegen die Regierung und brachte den seit 1927 im Lande stationierten US-Marines im Laufe von sechs Jahren eine Reihe empfindlicher Niederlagen bei.

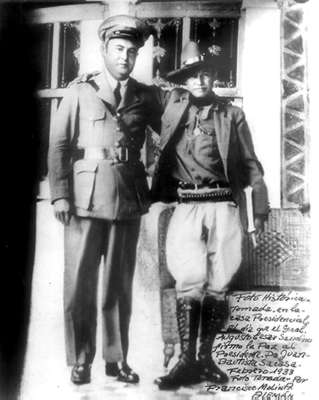
Somoza (l.) und Sandino (1933)

1932/33 zogen die USA ihre Truppen ab, nachdem sie eine nicaraguanische Nationalgarde aufgestellt und ausgebildet hatten, deren Oberbefehl bei ihrem Vertrauten, Anastasio Somoza García lag. Diese Nationalgarde, für die formal eine (tatsächlich inaktive) Wehrpflicht existierte, übte gleichzeitig die Armee- und die Polizeifunktion aus. Zum Präsidenten kürte man seinen Onkel, den Liberalen Juan Bautista Sacasa. Er wurde am 1. Januar 1933 in sein Amt eingeführt. Einen Tag später verließen die letzten Einheiten der US-Marines das Land. Nach dem Abzug der USA legten Sandino und seine Truppe die Waffen nieder. Somoza lud Sandino und seine engsten Offiziere zu einem feierlichen Bankett, bei dem sie auf seine Veranlassung am 21. Februar 1934 ermordet wurden (Sandino selbst wurde durch einen Schuss in den Rücken ermordet).
Drei Jahre später putschte Somoza gegen Sacasa und ließ sich zum Präsidenten wählen. Bis 1979 gab die Familie Somoza den Oberbefehl über die Nationalgarde nicht mehr aus der Hand, sondern errichtete eines der größten Wirtschaftsimperien Lateinamerikas. Sie weitete ihren wirtschaftlichen Einfluss in der sich modernisierenden Wirtschaft ständig aus, unterdrückte innere Unruhen und leitete den Wiederaufbau des durch ein Erdbeben 1931 zerstörten Landes so ein, dass sie bei dieser Gelegenheit auch ihren Grundbesitz beträchtlich vermehren konnte. Auch ein Großbrand, der 1936 die Hauptstadt Managua zerstörte, bot dazu weiteren Anlass.
Trotz seiner bisherigen Sympathien für deutsche und italienische Faschisten stellte sich Anastasio Somoza García im Zweiten Weltkrieg sofort auf die Seite der USA und erklärte am 9. Dezember Japan sowie am 11. Dezember 1941 Deutschland und Italien den Krieg. In der Folge nutzte er die Gelegenheit, um die deutschstämmigen Bewohner Nicaraguas zu internieren, zu enteignen und das Gros ihres Vermögens und ihrer Kaffeeplantagen an sich zu reißen.
Der jüngere Sohn Anastasio Somoza Garcias, Anastasio Somoza Debayle wurde 1946 von seinem Vater zum Befehlshaber der ganz auf die Interessen der Familie eingeschworenen Nationalgarde ernannt. Grenzkonflikte mit Costa Rica 1948/49 sowie 1955 und mit Honduras 1957 wurden mit Rückendeckung der USA überwunden. In diesem Zusammenhang steht eine Operation von ehemaligen Nationalgardisten, die 1948 von Costa Rica aus mit Hilfe von Teilen der Karibischen Legion versuchten, die Somoza-Herrschaft zu beenden, doch das Unternehmen scheiterte bereits in Costa Rica selbst.
Von Februar bis Juni 1954 wurden die von der CIA im Rahmen der Operation PBSUCCESS gegen Guatemala benötigten Söldner in Nicaragua ausgebildet; auch auf einem Privatbesitz Somozas, El Tamarindo.
Die Verfassungen von 1939, 1948 und 1950 hatten die Einführung des Frauenwahlrechts an eine qualifizierte Mehrheit in der Legislative gebunden. Das aktive und passive Frauenwahlrecht wurde am 21. April 1955 eingeführt. Es durften bei den Wahlen von 1957 unter denselben Altersvoraussetzungen wie Männer erstmals Frauen wählen. Nach der Revolution von 1979 erhielten alle nicaraguanischen Staatsbürger über 16 Jahre das Wahlrecht.
Der Dichter Rigoberto López Pérez ermordete 1956 den Diktator Anastasio Somoza García auf einem Bankett, woraufhin er selbst von Somozas Leibwächtern erschossen wurde. Somozas Sohn, Oberst Luís Somoza Debayle wurde Präsident und hielt das Amt bis 1963 inne. Ein Versuch der Konservativen Partei, Somoza im Mai 1959 mit der Guerilla von Olama und Mollejones zu stürzen, scheiterte.
Während der Baumwollanbau an der Pazifikküste zur wichtigsten Devisenquelle des Landes wurde, zogen sich die US-Firmen allmählich aus der Karibikregion zurück. Ihre Bananenplantagen, die ausgelaugten Gold- und Silberminen und der Raubbau an Edelhölzern hinterließen tiefe Spuren und ein riesiges abgeholztes Urwaldgebiet im Nordosten als unfruchtbare Steppe. Einstmals 933 km Eisenbahnnetz (bei einem damaligen Straßennetz von 350 km) der Bananen- und Holzfirmen verfielen, nicht zuletzt weil Somoza „verdienten“ Offizieren Lizenzen für Autobuslinien parallel zur Eisenbahn schenkte, die dann bei ihm, dem Generalvertreter von Mercedes-Benz, Busse kaufen konnten. Heute existieren nur noch geringe Reste dieses Netzes in einem erbärmlichen Zustand, die kaum noch genutzt werden.
1961 wurde in Puerto Cabezas an der Atlantikküste ein Invasionsheer aus Exilkubanern und lateinamerikanischen Söldnern unter der Leitung der CIA aufgestellt, das in der Schweinebucht in Kuba landete und von den kubanischen Truppen geschlagen wurde.
1967 kam Anastasio Somoza Debayle, bis dahin Chef der Nationalgarde, als Kandidat der Liberalen durch Wahlbetrug an die Präsidentschaft. Seine Regierungsmethoden widersprachen liberalen Grundsätzen, aber er genoss großzügige US-Wirtschafts-, Finanz- und Militärhilfe. Nach Ausarbeitung einer neuen Verfassung mit Sondervollmachten für den Präsidenten und der Zwischenregierung einer Junta in den Jahren 1972 bis 1974 ließ er sich wieder zum Präsidenten wählen.
Als ein starkes Erdbeben am 23. Dezember 1972 die Hauptstadt Managua zerstörte und etwa 10.000 Menschenleben forderte, nutzte die Familie Somoza die Katastrophe zur eigenen Bereicherung: Große Teile der internationalen Hilfsgelder leitete sie auf ihre Konten um, geschenkte Hilfsgüter wurden von ihren Firmen verkauft und sie rissen das durch die Katastrophe aufblühende Bau- und Bankgewerbe an sich. Noch heute sind große Teile der Innenstadt und die Kathedrale nicht wiederhergestellt.
Trotz Beibehaltung eines formalen Mehrparteiensystems wurde jede echte Opposition durch die Nationalgarde unterdrückt, Gewerkschafter drangsaliert, Kleinbauern durch Gewaltanwendung von ihren Parzellen in die verödeten Gebiete des Nordostens oder die entlegenen, verkehrsmäßig nicht erschlossenen Gebiete des Südwestens vertrieben. Die oppositionellen Konservativen erwiesen sich als inaktiv und machtlos. Ihr Interesse richtete sich ausschließlich auf die Bedürfnisse ihrer Klientel.

### Die Sandinisten
Ausgelöst durch Korruption und staatlichen Machtmissbrauch des Diktators Anastasio Somoza Debayle kam es 1977 zu gewaltsamen Auseinandersetzungen, die in einen Bürgerkrieg mündeten und das ganze Land erfassten. Am 17. Juli 1979 floh Somoza nach Florida; am 19. Juli des Jahres zogen die Guerilleros in Managua ein, die Nicaraguanische Revolution hatte gesiegt.
Nach Erlangung der Macht verfolgten die Sandinisten unter Daniel Ortega eine breit angelegte Bildungskampagne. Dies führte bei Erwachsenen zu einer deutlichen Senkung der Analphabetenquote, indigene und bäuerliche Kunst und Kultur wurden gepflegt. Ausdruck hierfür war die Ernennung des weltbekannten Dichters und Priesters Ernesto Cardenal zum Kulturminister. Schulen wurden im ganzen Land gegründet, wobei diese oft in einfachen Hütten untergebracht waren; Lehrer wurden in Schnellkursen geschult, weil unter Somoza für die Lehrerbildung nicht genügend Mittel zur Verfügung gestellt worden waren. Das Gesundheitswesen wurde entwickelt, auch hier gelang es, auf dem Lande Krankenstationen zu etablieren, die erstmals ein wenigstens notdürftiges Hygieneprogramm verbreiteten.
Ein weiteres innenpolitisches Vorhaben war die Entwicklung der Frauenrechte. Dieses Programm knüpfte an die Bekanntheit von sandinistischen Heldinnen an – in Nicaragua ein bemerkenswerter Vorgang, der möglicherweise auch zum späteren Wahlerfolg von Violeta Chamorro beigetragen hat. Aber auch der Welterfolg der Bücher von Gioconda Belli (Bewohnte Frau) ist in diesem Zusammenhang zu nennen.
Unter der Sandinistenherrschaft kam es 1982 zu Zwangsumsiedlungen von 8.500 Miskito-Indianern. Sie mussten die Küstenregion verlassen und wurden ins Landesinnere deportiert. Ungefähr 10.000 Miskito flohen in das benachbarte Honduras.

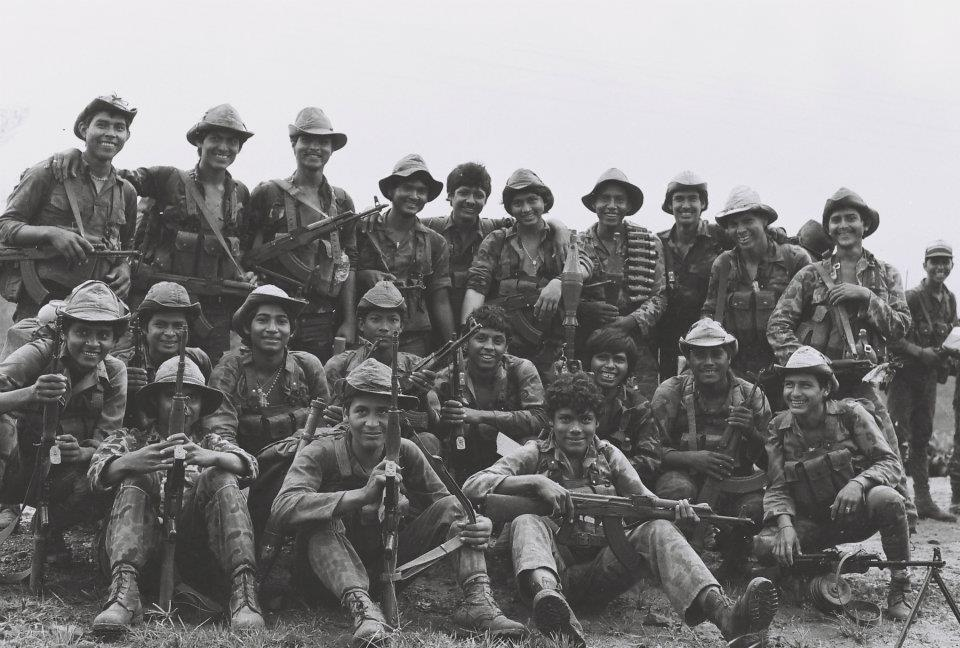
Compañía BLI Sócrates Sandino

US-Präsident Ronald Reagan versuchte in den 1980er Jahren, die sandinistische Regierung zu stürzen, die in vielen westlichen Medien als „kommunistisch“ bezeichnet wurde. Unter Anleitung bzw. Beteiligung der CIA wurden der einzige nicaraguanische Pazifikhafen Corinto vermint und die Contras finanziell und militärisch unterstützt, paramilitärische Gruppen, die vorwiegend von Honduras aus operierten und unter denen sich auch Soldaten der früheren somozistischen Nationalgarde befanden. Das Geld zur Unterstützung stammte aus geheimen Waffenverkäufen der USA an den Iran (siehe auch Iran-Contra-Affäre). Die Contras versuchten, die Infrastruktur zu zerstören, unternahmen terroristische Überfälle auf die Landbevölkerung, legten Minen, verbrannten die Ernte, stahlen Vieh, um die Situation im Lande zu destabilisieren und die Bevölkerung zu verunsichern. Reagan nannte diese Gruppen „Freiheitskämpfer“. Gleichzeitig schürten die USA Auseinandersetzungen zwischen der sandinistischen Regierung und den Miskito-Indígenas an der Karibikküste. Die ersten freien Wahlen in Nicaragua im Jahr 1984 erbrachten eine Bestätigung der sandinistischen Regierung. Internationale Wahlbeobachter, darunter der ehemalige US-Präsident Jimmy Carter, attestierten damals einen fairen Verlauf. Der Contra-Krieg hatte eine extreme Militarisierung des Landes zur Folge. Im Oktober 1983 wurde die allgemeine Wehrpflicht eingeführt, die im Sandinistischen Volksheer abgeleistet werden musste. Hinzu kamen Spezialeinheiten des Innenministeriums MINT und der freiwillige Dienst in der Sandinistischen Volksmiliz, in der schließlich zehntausende Frauen und Männer dienten. Die Abschaffung der äußerst unbeliebten Wehrpflicht war daher ein zentrales Wahlkampfthema in der Präsidentschaftswahl 1990.
Den Sandinisten wurden schwere Menschenrechtsverletzungen während des Konflikts vorgeworfen, darunter Folter, Verschwindenlassen und Massenhinrichtungen. Die Interamerikanische Kommission für Menschenrechte untersuchte und bestätigte die von den sandinistischen Kräften begangenen Missbräuche, einschließlich einer Hinrichtung von 35 bis 40 Miskitos im Dezember 1981 und einer Hinrichtung von 75 Menschen im November 1984.
Die Unterstützung der sandinistischen Revolution durch linke Bewegungen der westlichen Welt erreichte in diesen Jahren ihren Höhepunkt, so dass zeitweise mehrere Hundert vorwiegend junge Erwachsene freiwillig bei Aufbau und Ernte halfen.
Die USA wurden für militärische und paramilitärische Aktionen in und gegen Nicaragua vom Internationalen Gerichtshof in Den Haag zu einer Zahlung von 2,4 Milliarden US-Dollar verurteilt. Sie erklärten aber den Gerichtshof für unbefugt, über die USA zu urteilen, obwohl sie selbst Richter an den Gerichtshof entsendet hatten. In einer Resolution forderte die UN-Generalversammlung die USA auf, dem Urteil nachzukommen. Nur die USA, Israel und El Salvador stimmten gegen die Resolution. Dennoch weigerten sich die USA bisher, die Zahlung an Nicaragua zu leisten. Stattdessen stockten sie die Hilfe für die Contras auf.
1988 wurde als Ergebnis der Friedensverhandlungen der mittelamerikanischen Staaten untereinander das Abkommen Esquipulas II von den zentralamerikanischen Staatspräsidenten unterzeichnet. In diesem Abkommen hatten sich die Staatspräsidenten auf die Demobilisierung aller irregulären Truppen, die Umwandlung und Verkleinerung der sandinistischen Armee sowie freie und geheime Wahlen geeinigt. Das noch sandinistisch beherrschte Nicaragua war allerdings der einzige beteiligte Staat, der die Übereinkünfte erfüllt hat. Die darauf folgenden Wahlen von 1990 wurden mit Einverständnis der sandinistischen Regierung von den Vereinten Nationen überwacht.

### Nicaragua nach 1990

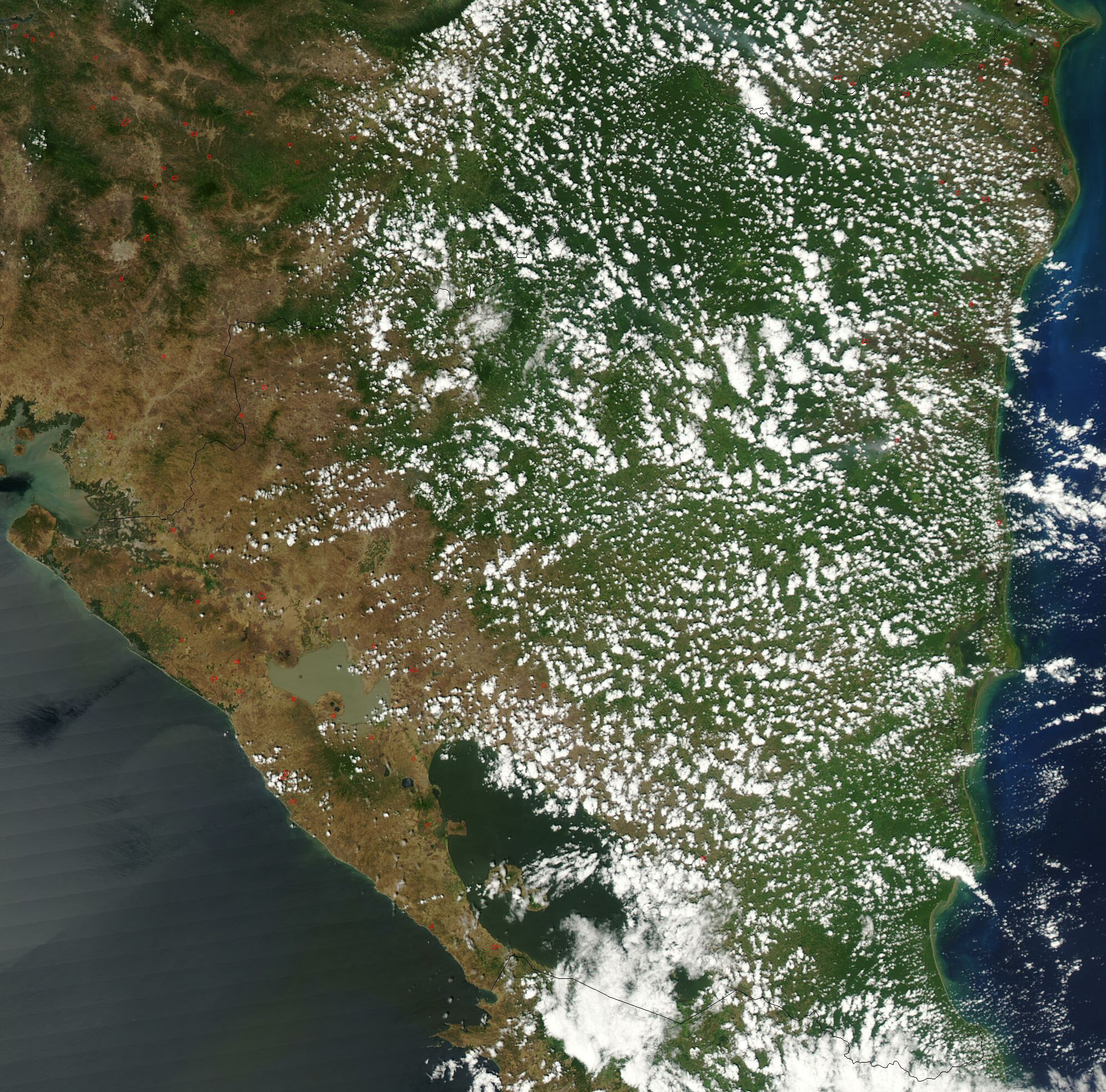
Satellitenbild

Bei den Wahlen am 25. Februar 1990 siegte überraschend das antisandinistische Wahlbündnis UNO (Unión Nacional Opositora) mit 55,2 % der Stimmen; die Partei der Sandinisten, die FSLN (Frente Sandinista de Liberación Nacional), erhielt 40,8 %. Die UNO bestand aus 14 konservativen und antisandinistischen Parteien; sie versprach mit Unterstützung der USA Frieden, Wohlstand und das Ende des US-Embargos. Kandidatin der UNO war die Zeitungsverlegerin Violeta Chamorro, Witwe des unter Somoza ermordeten Zeitungsverlegers Pedro Chamorro und Mitglied der politisch einflussreichen Chamorro-Familie.

#### Hintergründe
Zum Zeitpunkt der Wahlen hatte der Krieg gegen die durch die USA finanzierten Contras mehr als 29.000 Tote gefordert. Seit 1980 lähmte die von den USA verhängte Wirtschaftsblockade die Entwicklung Nicaraguas. Die Regierung versuchte durch eine strikte Sparpolitik, die Wirtschaft vor dem Zusammenbruch zu retten, der sich durch die kriegsbedingten Aufrüstungen und die Wirtschaftssanktionen westlicher Länder, insbesondere der USA, abzeichnete. Zwischenzeitlich hatte die Inflation einen Höhepunkt von 3000 Prozent pro Jahr erreicht. Die Arbeitslosigkeit war hoch und der Lebensstandard niedrig. Gleichwohl wurden im Bildungs- und Gesundheitswesen sowie in der Landreform große Fortschritte erzielt.
Der wirtschaftliche Zustand, die offene Drohung der USA, den Boykott und den Krieg fortzuführen, sowie die Verluste in der Bevölkerung gelten gemeinhin als Gründe des Wahlsiegs der UNO. Dieser beendete zwar den Krieg und die Blockade, westliche Industrieländer traten auch als Kreditgeber auf, allerdings weit geringer, als die Nicaraguaner es wünschten.

#### Wirtschaftliche und politische Entwicklung
In der neuen Regierung kooperierten die moderaten Kräfte beider Seiten miteinander. Die Contra wurde im selben Jahr ins politisch-konstitutionelle Leben eingegliedert. Die Situation nach dem Ende der Revolution war jedoch äußerst angespannt. Die radikalen Kräfte formierten sich. Es kam zu Wiederbewaffnungen, die enttäuschten Contras nannten sich Recontras, die enttäuschten Sandinisten Recompas.
Zwei Faktoren trugen wesentlich dazu bei, dass die Situation in Nicaragua nicht explodierte. Zum einen benannte Violeta Chamorro Humberto Ortega (den Bruder von Daniel Ortega) zum obersten Befehlshaber. So gelang es ihr, das riesige sandinistische Heer unter eine, wenn auch sandinistische, Kontrolle zu bringen. Zum anderen stand sie über Monate hinweg in einem wöchentlichen kontinuierlichen Dialog mit den Sandinisten und vermied so, dass es zu einem bewaffneten Aufstand kam. Dabei kam ihr gewiss zustatten, dass sie Vertreterin einer einflussreichen Familie war, der nahezu die gesamte Presse (besonders La Prensa) gehörte.
Unter den Mitgliedern der Familie Chamorro waren sowohl Sympathisanten der Sandinista als auch entschiedene Anhänger der Contra. Dies ist typisch für die nicaraguanische Gesellschaft, die trotz erbitterten bewaffneten Auseinandersetzungen vor allem während der Revolution viel weniger in scharf voneinander zu trennende Gruppen (oder Parteien) zerfällt, als es von Europa aus den Anschein hat.
Die neue Regierung, in der die FSLN viele wichtige Posten innehatte, beschloss ein umfassendes Stabilisierungs- und Sparprogramm: eine kapitalistische Privatwirtschaft wurde eingeführt, die Währung wurde abgewertet, die Preise für Grundnahrungsmittel stiegen, die Armee wurde drastisch reduziert, der Staatsapparat verkleinert, soziale Einrichtungen wie Kindergärten wurden geschlossen, das Gesundheitssystem wurde privatisiert, Schulgeld erhoben, Agrarreform und Verstaatlichung im Wirtschaftssektor rückgängig gemacht etc.
Um diese Entwicklung zu bremsen, wurde 1995 ein mehrjähriges Abkommen mit dem IWF und der Weltbank geschlossen, das unter anderem weitere Entlassungen im öffentlichen Dienst, Erhöhung der Steuern und Gebühren, Reduzierung der Agrarkredite, Privatisierung der Banken und Unternehmen wie Post, Telefongesellschaft, Wasser- und Energieinstitute vorsah, weiterhin Reduzierung der Sozialausgaben und die Liberalisierung der gesamten Wirtschaft.

#### Piñata
Die politische Vokabel Piñata bezeichnet die Tatsache, dass einige sandinistische Führungskader sich zwischen dem 25. Februar 1990 (Wahltag) und dem 25. April 1990 (Amtsübergabe) etliche Eigentumstitel ausstellten, Dienstwagen privatisierten und Staatsgüter auf Privatpersonen übertrugen. Zum Teil waren es Eigentumsüberträge von vor elf Jahren, die damals nicht vorgenommen worden waren. In mindestens 200 Fällen wurden jedoch staatliche Vermögenswerte und einzelne Betriebe auf die Partei übertragen. Die FSLN vermied es, diese Fälle zu klären, was zu einer tiefen Vertrauenskrise und einem Verlust an Glaubwürdigkeit führte.
1994 verließen vier Parteien die UNO, die sich fortan APO nannte (Alianza Política Opositora). 1996 schlossen sich die gleichen Gruppierungen jedoch wieder zur Alianza Liberal zusammen, die mit Arnoldo Alemán als Präsidentschaftskandidaten die Wahlen 1996 gewann. Insgesamt ist das Parteienwesen in Nicaragua durch viele Spaltungen und Neugründungen gekennzeichnet.

#### Alemán und die Korruption
Bei der Präsidentschaftswahl 1996 setzte sich Arnoldo Alemán von der Alianza Liberal (AL) durch. Der Regierung unter Alemán wurde massive Korruption und Vetternwirtschaft vorgeworfen. So wurde Alemán nach dem Ende seiner Amtszeit im Dezember 2003 zu einer 20-jährigen Haftstrafe verurteilt, die er aber bisher nicht antreten musste. Er steht allerdings unter Hausarrest und darf das Departamento Managua nicht verlassen.
Zusammen mit Daniel Ortega von der FSLN trieb Alemán die Zusammenarbeit ihrer beiden Parteien voran (el pacto). Dies führte so weit, dass sie durch Gesetzes- und Verfassungsänderungen versuchten, einen Zweiparteienstaat zu errichten, indem der Zugang neuer Parteien erschwert und freie Bürgerlisten verboten wurden. Auch hatten und haben sie einen großen Einfluss auf die Besetzung der wichtigsten Gremien (Oberster Wahlrat, staatlicher Rechnungshof, Oberster Gerichtshof) des Landes. Des Weiteren erhalten der Präsident und der Vizepräsident nach ihrem Ausscheiden Abgeordnetenstatus auf Lebenszeit. Die damit verbundene Immunität kam Alemán in seinem Korruptionsverfahren zugute.

#### Wahl 2001
Trotz der Erfolge der sandinistischen Partei bei den Kommunalwahlen 2000 verlor die FSLN 2001 erneut die Wahlen. Wieder war Daniel Ortega als Präsidentschaftskandidat angetreten, obwohl sich viele in der Partei gegen seine Kandidatur gewehrt hatten. Am Ende setzte sich die Liberal–Konservative Partei (PLC) mit Enrique Bolaños mit 53 % der Stimmen gegenüber 45 % der FSLN durch. Die Sandinisten begründeten ihre erneute Niederlage mit einer Kampagne der Angst, die Bolaños gegen Daniel Ortega geführt habe. Bolaños habe, unterstützt durch die USA, Ortega als Terroristenfreund dargestellt und die Befürchtung gesät, dass im Falle eines Sieges der FSLN Nicaragua isoliert werde und keine Hilfsgelder mehr empfangen werde.
Der neue Präsident hatte sich den Antikorruptionskampf auf die Fahnen geschrieben. Er forderte die Aufhebung der Immunität des ehemaligen Präsidenten Alemán sowie ein Ende der Korruption, die er als Vizepräsident unter Alemán selbst miterlebt hatte. International machten die USA und der IWF Druck und forderten Transparenz der öffentlichen Gelder sowie die Bestrafung von Korruption als Voraussetzung für weitere Gelder. Bolaños’ medial eingesetzte Antikorruptionskampagne wurde allerdings auch misstrauisch beobachtet. Die neuen Privatisierungsvorhaben der Regierung, in denen wieder staatliche Güter zu einem Bruchteil ihres Wertes verkauft werden sollten, ließen auf neue Korruption schließen.
Im Juli 2005 verurteilten die Präsidenten der Staaten Mittelamerikas und Mexikos Aktionen der linken Sandinisten zur Schwächung des Präsidenten. Die Opposition, die die Mehrheit im Parlament hat, hatte eine Reihe von Gesetzen beschlossen, die zur Entmachtung des Präsidenten Enrique Bolaños führen sollten.

#### Wahlen 2006
Der Kandidat der Linken, früherer Guerilla-Führer und ehemaliger erster Staatschef nach der sandinistischen Revolution, Daniel Ortega, konnte sich mit 38,1 % gegen 30 % der Stimmen gegenüber dem konservativen Kandidaten (Eduardo Montealegre) durchsetzen, und war nach 16 Jahren wieder an die Macht zurückgekehrt. Die Wahl war von der EU, der OAS und Delegationen weiterer Staaten beobachtet worden (mit insgesamt 11.000 Wahlbeobachtern). Während die US-Wahlbeobachter von nicht näher beschriebenen „Anomalien“ sprachen, sagte der Chef der EU-Mission, Claudio Fava, seine Organisation habe weder Wahlbetrug noch Versuche dazu feststellen können. Insgesamt sei die Wahl ruhig und ohne Zwischenfälle verlaufen.
Daniel Ortega war ab dem 10. Januar 2007 Präsident von Nicaragua. Gegen die Ernennung von Ehefrau Rosario Murillo zur Regierungssprecherin, zur Vorsitzenden des Rates für Kommunikation und Bürgerangelegenheiten sowie zur Koordinatorin aller sogenannten Volksräte versuchten mehrere Parteien Einspruch zu erheben: Laut Verfassung war es verboten, Regierungsämter durch Personen zu besetzen, die mit dem Präsidenten blutsverwandt sind oder in enger familiärer Beziehung stehen. Davon ließ sich das Paar nicht beeindrucken und im Volk kursierten Witze, dass keineswegs Daniel Ortega der Vorsitzende des Staates sei. Mehrere Minister wurden entlassen, weil sie gegen die strenge Regel verstießen, dass nur Ortega oder Murillo offizielle Statements abgeben durften.

#### Null-Hunger-Programm
In einem Null-Hunger-Programm erhalten hunderttausende Schulkinder täglich eine unentgeltliche Mahlzeit. Gesundheitsvorsorge und Bildung sind wieder kostenlos. Um die Abhängigkeit Nicaraguas von Nahrungsmittelimporten zu senken, erhalten kleine und mittlere Produzenten außerdem zu sehr niedrigen Zinsen Ackerland von der Regierung.

#### Nach den Wahlen 2011
Laut Verfassung hätte Ortega 2011 zwar eigentlich nicht mehr erneut zur Präsidentenwahl antreten dürfen, doch aufgrund einer umstrittenen Gerichtsentscheidung wurde seine Kandidatur trotzdem zugelassen. Mit 62,6 % der Stimmen gewann er die Wahl, wobei Beobachter jedoch Unregelmäßigkeiten beanstandeten.
Im November 2016 wurde Ortega erneut zum Präsidenten gewählt und am 10. Januar 2017 vereidigt. Vizepräsidentin wurde Ortegas Ehefrau Rosario Murillo. Ferner besetzen sieben Kinder des Paares in Nicaragua wichtige Positionen in Politik, Wirtschaft und Medien.
Für Frédéric Coppens von der Schweizer Entwicklungszusammenarbeit war Nicaragua ein typisches Beispiel für nicht nachhaltige Entwicklung: Wirtschaftlich sei das Wachstum Nicaraguas seit 2008 beneidenswert gewesen. Doch Jahr für Jahr sei das Gleichgewicht im Bereich der Menschenrechte und der Umwelt in Schieflage geraten.

#### Proteste gegen die Regierung Ortega und Repression seit 2018
Im April 2018 beschloss die Regierung Präsident Ortega per Dekret aufgrund von Forderungen des IWF, die Rechnung der Sozialversicherung mit einer fünfprozentigen Kürzung der Renten zu entlasten, was umgehend Demonstrationen in praktisch allen Städten des Landes auslöste. Zu deren Niederhaltung verwendete die Polizei scharfe Munition, auch traten nächtliche Unruhestifter und Freischützen in Aktion. Schon im April wurden mindestens 26 Menschen getötet. Auch die Studenten der für eine Domäne der FSLN gehaltenen staatlichen Hochschulen wandten sich gegen die Regierung. Der „Volks-Präsident“ wollte daraufhin (ausschließlich) mit den Unternehmern des Landes verhandeln, was diese aufgrund der Repression ablehnten. Zunehmend kam es auch zu Demonstrationen gegen den korrupten Clan um den Präsidenten. Proteste gegen willkürliche Enteignungen bei der Vorbereitung des Nicaragua-Kanals kamen dazu. Die angekündigte Sozialversicherungsreform wurde zurückgenommen. Unabhängigen Fernsehsendern erteilte das Regime während der Unruhen ein Sendeverbot, auch Journalisten gehörten zu den Todesopfern. Die Demonstrationen hielten wochenlang an und forderten beim Angriff durch regierungsnahe Aktivisten auf die von protestierenden Studenten besetzten Universitäten auch weitere Tote. Nach knapp einem Monat erreichte die Anzahl der Getöteten laut der Inter-American Commission on Human Rights (IACHR) 76 Todesopfer. Hunderttausende gingen am 30. Mai in verschiedenen Städten auf die Straßen und erstmals nahm Ortega deren Anliegen überhaupt in den Mund, als er seinen Rücktritt ausschloss. Wieder kam es zu Toten, dies in den Städten La Trinidad und Masaya. Amnesty International klagte die Regierung an, eine „Shoot to kill“-Strategie anzuwenden, also die Toten bewusst in Kauf zu nehmen.
Bis Mitte Juni 2018 war die Anzahl der Toten auf 180 gestiegen. Die Bischofskonferenz hatte vorgezogene Neuwahlen als Lösung für die Krise vorgeschlagen und teilte mit, die Regierung sei „überraschend“ auf ihren Vorschlag einer unabhängigen Untersuchung zur Ermittlung der Verantwortlichen der Gewaltakte eingestiegen. Die Bischöfe brachen die Gespräche jedoch ab, weil Ortega die wichtige Zusage der Einladung internationaler Organisationen nicht eingehalten hatte, wofür Außenminister Denis Moncada „bürokratische“ Gründe anführte. Bis zum 22. Juni gab die Interamerikanische Kommission für Menschenrechte der OAS die Anzahl der Getöteten mit über 200 an. Alleine am 8. Juli starben nur in der Stadt Carazo 38 Menschen.
Als nach Angaben der OAS bereits 250 Menschen getötet worden waren, rief UNO-Generalsekretär Guterres am 11. Juli 2018 das erste Mal und eine Woche danach erneut zum Ende der Gewalt auf. Die „Verschwundenen“ waren in diesen Opferzahlen nicht eingerechnet, womit die Zahl der Getöteten plausibel auch mit gegen 400 geschätzt wurde. Das Regime peitschte im Eilverfahren ein neues Gesetz durch, mit welchem gemäß der Protestnote des UNO Hochkommissariat für Menschenrechte (UNHCHR) auch „friedlicher Protest als Terrorismus bestraft“ werden kann. Am 28. Juli 2018 nahmen tausende Menschen an einem 6,6 Kilometer langen Protestmarsch zur Kathedrale in Managua teil, um ihre Solidarität mit Kirchenvertretern zum Ausdruck zu bringen, die zuvor bei der Vermittlung im Konflikt zwischen die Fronten geraten waren. Erstmals beteiligten sich am Protestzug neben Katholiken auch Evangelikale und Atheisten.
Während der gesamten Zeit des Volksaufstandes vom April bis Juli 2018 war der indigene Stadtteil Monimbó in Masaya verbarrikadiert gewesen. Gemäß der Schriftstellerin und ehemaligen Sandinistin Gioconda Belli war die Propaganda von Ortegas Frau Rosario Murillo „eher Goebbels als Orwell“ (“This is more Goebbels than Orwell”), als sie am 17. Juli 2018 von Frieden und Aussöhnung redete, während gleichzeitig die Polizei und Paramilitärs Monimbó mit Kalaschnikows, Scharfschützengewehren und Artillerie angriffen.
Ein Symbol des Widerstandes wurde die Kirche La Divina Misericordia mit ihren Dutzenden von Einschusslöchern, nachdem Sicherheitskräfte mit scharfer Munition gegen unbewaffnete Studenten vorgegangen waren, weltweit wurde auch über Mitarbeiter von Krankenhäusern berichtet, die offensichtlich deshalb entlassen worden waren, weil sie Demonstranten versorgt hatten. Mitglieder der sandinistischen Jugendorganisation bildeten paramilitärische Gruppen, welche die Polizei unterstützten – die Regierung bestritt geradeaus die Existenz solcher Gruppen.
Eine Arbeitsgruppe des UNO Hochkommissariats für Menschenrechte mit einem Mandat der UNO-Generalversammlung warf Ortega Ende August aus dem Land, weil sie die „unverhältnismäßige Anwendung von Gewalt“, manchmal außergerichtliche Hinrichtungen, das „Verschwindenlassen“ von Menschen sowie „Folter und Misshandlungen“ während der Proteste angeprangert hatte. Nach Angaben einer lokalen Menschenrechtsorganisation starben während der politischen Krise von Mitte April bis Ende September 512 Menschen und 103 der 4000 Verletzten hätten langwierige Folgeschäden davon getragen. Über 1400 Personen seien verschwunden. Die Regierung gab die Anzahl der Toten mit 199 an. Ein Anfang Oktober 2018 gegründetes Bündnis von 40 oppositionellen Gruppen, die Unidad Nacional Azul y Blanco (UNAB), plante gemeinsame Aktionen, um Druck auszuüben und vorgezogene Neuwahlen und eine Reformation des Justizsystems zu erreichen. Umgekehrt wurden Vertreter des Bündnisses zu Zielscheiben der Repression. Ortega zeige kein Interesse an einem friedlichen Ausweg, er verfolge eine „Strategie des Terrors und der Einschüchterung“, sagte Juan Sebastián Chamorro, der Vertreter der Unternehmerschaft im Bündnis. Vilma Núñez, nach der Revolution von 1979 Richterin am obersten Gericht und heute Direktorin des Zentrums für Menschenrechte, nannte das Nicaragua von 2018 einen Polizeistaat.
Im Gegenzug für eine Aufhebung von Sanktionen der USA und der EU wollte sich die Regierung im März 2019 verpflichten, alle politischen Gefangenen freizulassen, nach Angaben von Menschenrechtsorganisationen waren über 700 Personen unrechtmäßig in Haft, im Mai 2019 waren es mehr als 800.
Seit 2019 verschärfte das Ortega-Regime seine Angriffe gegen Vertreter der katholischen Kirche, die als Stimme der Demokratiebewegung verblieben waren, nachdem viele Oppositionelle verhaftet worden waren oder das Land verlassen hatten. In der Nacht zum 19. August 2022 wurde Bischof Rolando Álvarez Lagos, der immer wieder die Freilassung politischer Gefangener gefordert und die Verletzung der Menschenrechte angeprangert hatte, verhaftet. Am 29. Januar 2023 löste das Ortega-Regime den nationalen Caritasverband auf. Am 7. März 2023 wurden zwei kirchliche Universitäten geschlossen: die Universidad Juan Pablo II in Managua und die Universidad Cristiana Autónoma de Nicaragua (UNAM) in León.

#### Wahlen 2021
Im November 2021 wurde Daniel Ortega für weitere fünf Jahre zum Präsidenten von Nicaragua gewählt. Seine Ehefrau Rosario Murillo wurde als Vizepräsidentin ebenfalls wiedergewählt. Lange bevor der Oberste Wahlrat (Consejo Supremo Electoral, CSE) ein offizielles Ergebnis verkünden konnte, stand das Ergebnis der Wahl vom 8. November 2021 bereits fest. Direkt nach seiner Stimmabgabe feierte Ortega über die gleichgeschalteten Fernsehkanäle die Wahl als „Zeichen des Engagements der Mehrheit für den Frieden“ und bezeichnete den friedlichen Volksaufstand von 2018 als „Akt des Terrorismus“. Die Wahl, bei der Ortega 74 % der Stimmen erhalten haben soll, wurde international als „Schauspiel“ bezeichnet und fast einhellig als „Wahlfarce“ zurückgewiesen. US-Präsident Joe Biden nannte Ortega einen „Autokraten“. Der US-Kongress verhängte in den Monaten vor der Wahl Sanktionen über Akteure des Regimes, darunter Vizepräsidentin Rosario Murillo. Da Daniel Ortega schwer krank ist, ist Murillo de facto Staatsoberhaupt.

#### Austritt aus der Organisation Amerikanischer Staaten (OAS)
Im April 2022 teilte die Regierung von Nicaragua den sofortigen Rückzug aus der OAS mit. Zunächst war der Austritt im November 2021 angekündigt worden und das Verfahren sollte zwei Jahre dauern. Hintergrund ist, dass die OAS die Wiederwahl Ortegas für eine vierte Amtszeit nicht anerkannt und die Wahl als „nicht frei, fair oder transparent“ bezeichnet hatte.

#### Abschiebungen und Ausbürgerungen
Ortegas Regime ließ Anfang Februar 2023, 222 der 245 inhaftierten Oppositionellen frei und schob sie sämtlich in die Vereinigten Staaten ab. Außerdem wurde ihnen die Staatsbürgerschaft entzogen Wenig später entzog ein Gericht 94 bekannten Nicaraguanern, von denen die meisten sich bereits im Ausland aufhielten, ihre Staatsbürgerschaft wegen „Verrat am Vaterland“. Alle 94 sind ausgesprochene Kritiker von Präsident Daniel Ortega. Unter ihnen befinden sich Sergio Ramírez, Silvio José Báez Ortega und Gioconda Belli.
Als Reaktion auf die Ausbürgerungen boten neben Spanien auch Argentinien, Chile, Kolumbien und Mexiko den betroffenen Oppositionellen Asyl und Staatsbürgerschaft an.

## Politik

### Politisches System
Seit der Verfassung von 1987 ist Nicaragua eine Präsidialrepublik. Die 93 Mitglieder der Nationalversammlung (Asamblea Nacional) werden auf fünf Jahre gewählt. Auch der Präsident wird für fünf Jahre direkt gewählt.
Enrique Bolaños Geyer (Partido Liberal Constitucionalista) war zwischen dem 10. Januar 2002 und dem 10. Januar 2007 Staatspräsident des Landes. Gegenwärtiger Staatspräsident ist seit dem 10. Januar 2007 der Sandinistenchef Daniel Ortega.
Kurz nach der Annexion der Krim durch Russland im Jahr 2014 erkannte Nicaragua das Gebiet als russisches Territorium an. Im Oktober 2023 vereinbarten Russland und Nicaragua ein militärisches Kooperationsabkommen.
Nicaragua hat im Dezember 2021 die diplomatischen Beziehungen zu Taiwan zugunsten Chinas abgebrochen. Taiwan erklärte sein Bedauern, dass Nicaragua viele Jahre der Freundschaft beendet habe. Nach Gesprächen von Delegationen Nicaraguas und Chinas in der ostchinesischen Hafenstadt Tianjin nahmen beide Länder mit der Unterzeichnung eines Kommuniqués ihre neuen Beziehungen auf. Im Zuge des Krieges in Israel und Gaza seit 2023 verklagte Nicaragua die Bundesrepublik Deutschland beim Internationalen Gerichtshof in Den Haag wegen der militärischen Unterstützung Israels als angebliche Förderung eines Völkermordes. Diesen Eilantrag wies der IGH am 30. April 2024 mit einer Stimmenmehrheit von 16:1 zurück. Das entsprechende Hauptverfahren ist jedoch weiter anhängig und könne sich mehrere Jahre hin ziehen.

### Politische Indizes
| Name des Index                     | Indexwert    | Weltweiter Rang | Interpretationshilfe | Jahr |
| ---------------------------------- | ------------ | --------------- | --- | ---- |
| Fragile States Index               | 76,7 von 120 | 60 von 179      | Stabilität des Landes: erhöhte Warnung 0 = sehr nachhaltig / 120 = sehr alarmierend Rang: 1 = fragilstes Land / 179 = stabilstes Land | 2024 |
| Demokratieindex                    | 2,09 von 10  | 147 von 167     | Autoritäres Regime 0 = autoritäres Regime / 10 = vollständige Demokratie                                                              | 2024 |
| Freedom in the World Index         | 16 von 100   | —               | Freiheitsstatus: unfrei 0 = unfrei / 100 = frei                                                                                       | 2024 |
| Rangliste der Pressefreiheit       | 22,8 von 100 | 172 von 180     | Sehr ernste Lage für die Pressefreiheit 100 = gute Lage / 0 = sehr ernste Lage                                                        | 2025 |
| Korruptionswahrnehmungsindex (CPI) | 14 von 100   | 172 von 181     | 0 = sehr korrupt / 100 = sehr sauber                                                                                                  | 2024 |

### Verwaltungsgliederung
Nicaragua gliedert sich in 15 Verwaltungsbezirke (Departamentos) und zwei Autonome Gebiete (Regiones Autónomas del Atlántico). Die Departamentos sind ihrerseits wiederum in Municipios unterteilt.
| Lage | Departamento                             | Hauptstadt     | Bevölkerung Schätzung 30. Juni 2019 | Fläche in km² | Einwohner pro km² |
| ---- | ---------------------------------------- | -------------- | ----------------------------------- | ------------- | ----------------- |
|      | Boaco                                    | Boaco          | 183.736                             | 4.244         | 43                |
|      | Carazo                                   | Jinotepe       | 195.873                             | 1.050         | 187               |
|      | Chinandega                               | Chinandega     | 437.888                             | 4.926         | 89                |
|      | Chontales                                | Juigalpa       | 189.871                             | 6.378         | 30                |
|      | Estelí                                   | Estelí         | 228.766                             | 2.335         | 98                |
|      | Granada                                  | Granada        | 212.663                             | 929           | 229               |
|      | Jinotega                                 | Jinotega       | 467.969                             | 9.755         | 48                |
|      | León                                     | León           | 419.065                             | 5.107         | 82                |
|      | Madriz                                   | Somoto         | 172.587                             | 1.602         | 108               |
|      | Managua                                  | Managua        | 1.534.218                           | 3.672         | 418               |
|      | Masaya                                   | Masaya         | 386.237                             | 590           | 655               |
|      | Matagalpa                                | Matagalpa      | 586.986                             | 8.523         | 69                |
|      | Nueva Segovia                            | Ocotal         | 267.900                             | 3.123         | 86                |
|      | Río San Juan                             | San Carlos     | 133.737                             | 7.473         | 18                |
|      | Rivas                                    | Rivas          | 181.665                             | 2.155         | 84                |
|      | Región Autónoma de la Costa Caribe Norte | Puerto Cabezas | 520.204                             | 32.195        | 16                |
|      | Región Autónoma de la Costa Caribe Sur   | Bluefields     | 408.326                             | 27.407        | 15                |

### Militär
Die Fuerzas Armadas de Nicaragua sind die Streitkräfte Nicaraguas, die durch einen Transformationsprozess aus dem Sandinistischen Volksheer entstanden sind.
Die Streitkräfte untergliedern sich in
- Landstreitkräfte (Fuerza Terrestre),
- Seestreitkräfte (Fuerza Naval),
- Luftstreitkräfte (Fuerza Aérea).

Aktueller Oberbefehlshaber ist Daniel Ortega Saavedra. Comandante en Jefe ist General de Ejército Julio César Avilés Castillo.
Der Verteidigungshaushalt lag 2019 bei umgerechnet 170.000.000 US$, was 0,6 % des Staatshaushalts entspricht. Insgesamt gab es 2019 rund 12.000 Soldaten.
Sowohl Ausrüstung als auch Bewaffnung stammten bis in die 2010er Jahre überwiegend noch aus Waffenlieferungen aus dem Ostblock für das Sandinistische Volksheer. Unverständnis rief dementsprechend die Beschaffung von T-72-Kampfpanzern aus Russland im Jahr 2016 hervor. Der Außenminister von Costa Rica, Manuel Gonzales, nannte die Panzer einen „Grund zur Besorgnis“.
Der russische Präsident Putin und sein Verteidigungsminister äußerten Interesse an einer Marinebasis im Land ihres treuen Verbündeten. Dabei solle die russische Marine bei der Kriminalitätsbekämpfung und der Ausbildung behilflich sein.

### Medien
Rede- und Pressefreiheit sind in der Verfassung verbrieft. In Nicaragua kommt es zu indirekter Zensur. Aufgrund von behördlich angeordneter Materialverknappung erscheinen kaum noch gedruckte Zeitungen im Land. Seit Anfang 2021 müssen sich Unternehmen und Personen inklusive Korrespondenten, die Geld aus dem Ausland erhalten, beim Innenministerium als „ausländische Agenten“ registrieren. Seit der Machtübernahme von Präsident Ortega stehen unabhängige Medienschaffende in Nicaragua unter ständigem Druck. Als vermeintliche Regierungsgegner sind sie Hetzkampagnen, Morddrohungen und willkürlichen Festnahmen ausgesetzt. Die Verfolgung unabhängiger Medien und Medienschaffender hat sich seit der Zuspitzung der politischen Krise im April 2018 deutlich verschärft. Viele Journalisten flohen ins Ausland, andere wurden wegen Terrorvorwürfen inhaftiert. Die Nichtregierungsorganisation Reporter ohne Grenzen sieht in Nicaragua eine sehr ernste Lage für die Pressefreiheit.
Für die meisten Nicaraguaner sind lineares Fernsehen und Radio die Hauptinformationsquelle. Mehr als 100 Radiostationen und TV-Sender senden im Land; Kabelfernsehen ist in den Städten verbreitet. Der Fernsehsender Canal 4 wird von der staatlichen Sistema Nacional de Television (SNTV) betrieben; die weiteren Sender sind privat oder teilprivat.
Die Presse in Nicaragua positioniert sich meist parteipolitisch. Wichtige Zeitungen sind La Prensa, Confidencial, Hoy und Mercurio. Eine der einst wichtigsten Tageszeitungen des Landes El Nuevo Diario stellte 2019 ihr Erscheinen ein. Zu den Online-Medien gehört unter anderem The Nicaragua Dispatch.

### Menschenrechte
Der Alltag des Landes ist von „schweren Menschenrechtsverletzungen geprägt“, so Amnesty International. Oppositionellen wird demnach systematisch die nicaraguanische Staatsbürgerschaft entzogen, und Menschenrechtsverteidiger sowie religiöse und indigene Führungspersönlichkeiten werden willkürlich festgenommen und inhaftiert. Die katholische Kirche war von Verstößen gegen das Recht auf Religionsfreiheit betroffen, und NGOs wurden von der Regierung weiterhin geschlossen. Verbrechen gegen die Menschlichkeit blieben straflos. Bewaffnete Gruppen verübten weiterhin tödliche Angriffe auf indigene Gemeinschaften. Seit Beginn der politischen Krise im Jahr 2018 gehen die staatlichen Behörden gewaltsam und repressiv gegen Andersdenkende vor. „Diese brutale Unterdrückung hat seither zu mindestens 355 dokumentierten Todesfällen, mehr als 2.000 Verletzten und einer Welle willkürlicher Festnahmen und ungerechtfertigter Entlassungen geführt“, berichtet Amnesty International. Zudem wurden mehr als 300 Menschen willkürlich des Landes verwiesen, denen darüber hinaus die Staatsangehörigkeit entzogen wurde.

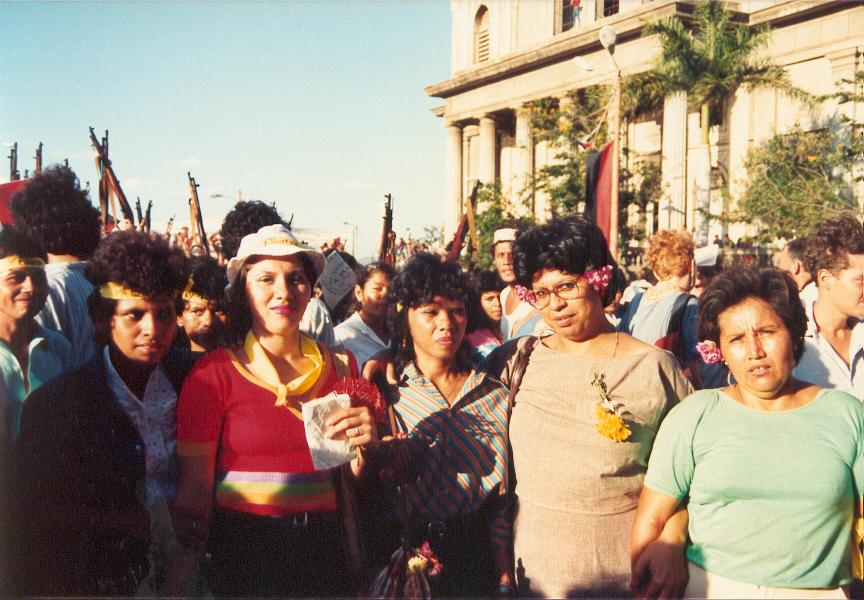
Nicaraguanerinnen bei einer Kundgebung am Internationalen Tag der Frauen in der Hauptstadt, März 1988

Die in § 204 des Strafgesetzbuchs von Nicaragua ab 1992 kriminalisierte Homosexualität wurde im Zuge einer Strafrechtsreform im März 2008 wieder straffrei gestellt.
Nicaragua ist eines der wenigen Länder der Welt, in denen ein Schwangerschaftsabbruch selbst dann verboten ist, wenn der Fötus nicht lebensfähig oder das Leben der Mutter in Gefahr oder die Schwangerschaft das Resultat einer Vergewaltigung ist.

## Wirtschaft und Infrastruktur

### Allgemein

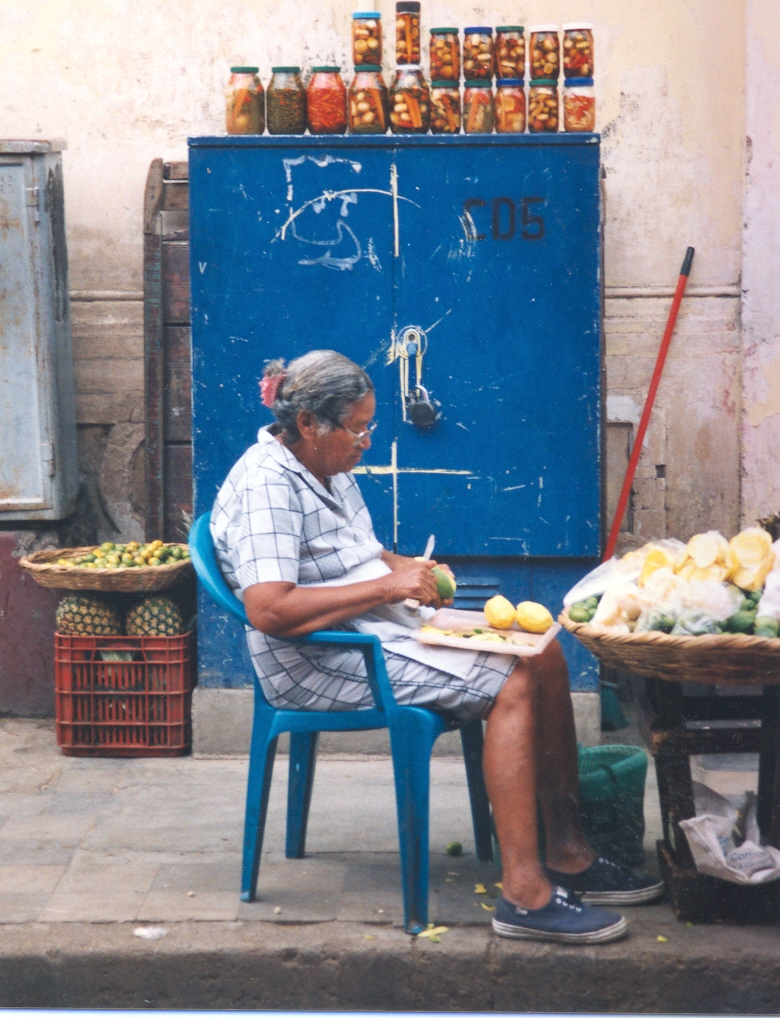
Eine nicaraguensische Straßenhändlerin mit ihrem Lebensmittelstand in Granada (2004)

Nicaragua gehört zu den ärmsten Ländern Lateinamerikas, das Pro-Kopf-Einkommen lag 2016 mit 2.120 Dollar nach Definition der WHO unterhalb der Armutsgrenze. Allerdings gehört Nicaragua nicht in die Gruppe der Least Developed Countries (LDC) der WHO, für die noch weitere Kriterien gelten. Außerdem gilt Nicaragua als Entwicklungsland. Im Global Competitiveness Index, der die Wettbewerbsfähigkeit eines Landes misst, belegte Nicaragua 2017–2018 Platz 93 von 137 Ländern. Im Index für wirtschaftliche Freiheit stand das Land 2017 auf Platz 98 von 180 Ländern.
50 % der Bevölkerung leben in Armut; auf dem Land liegt dieser Anteil bei bis zu 70 %. In Lateinamerika ist Nicaragua heute nach Haiti das zweitärmste Land. Die Gründe der schlechten Wirtschaftslage sind vielfältig, neben geschichtlichen Faktoren, einseitiger Wirtschaftsstruktur, jahrzehntelanger Oligarchiewirtschaft und Korruption spielen auch häufige Naturkatastrophen (Erdbeben, Vulkanausbrüche und Wirbelstürme) eine wichtige Rolle.
Die vorige Regierung unter Bolaños hatte versucht, marktwirtschaftliche Reformen voranzutreiben und das Wirtschaftswachstum zu erhöhen. Dabei sollte Nicaragua als Wirtschaftsstandort attraktiver gemacht werden, allerdings vor allem für ausländische Investoren, was nicht nur Zustimmung fand. Ein ambitioniertes Dreijahresabkommen wurde im Dezember 2002 mit dem Internationalen Währungsfonds (IWF) abgeschlossen. Das reale Wachstum des Bruttoinlandsproduktes lag mit 2,3 % auch 2003 unter der Rate des Bevölkerungswachstums von 2,6 %. 2016 betrug das Wirtschaftswachstum 4,7 % und hatte in den Jahren davor konstant zwischen 4 und 5 Prozent gelegen, was eine leichte Senkung der Armut bedeutete.
Fast 80 % der nicaraguanischen Bevölkerung lebten 2005 von unter 2 US-Dollar pro Tag, rund 45 % von der Hälfte oder weniger. Der Nordwesten des Landes durchlebte 2005 eine Hungersnot, die noch lange nachwirkte; 2015 waren 17,0 % der Bevölkerung unterernährt. Im Jahr 2000 hatte die Rate noch bei 32,6 % gelegen.
Die Energiewirtschaft des Landes ist zu 70 % von Erdölimporten abhängig.
Als Mitglied der Bolivarianischen Allianz für Amerika erhielt Nicaragua von Venezuela Erdöl unter dem Weltmarktpreis auf Kredit mit einem Zahlungsaufschub von bis zu 25 Jahren; die Erträge aus dem Weiterverkauf dieses Öls waren schließlich größer als die der eigenen Exportwirtschaft. Diese Einkünfte bescherten laut Günther Maihold dem Land ein durchschnittliches Wirtschaftswachstum von vier bis fünf Prozent. Venezuela musste diese Lieferungen jedoch 2015 einstellen.
Das Land führt eine Wertpapierbörse mit dem Namen Bolsa de Valores de Nicaragua mit Sitz in der Hauptstadt.
| Jahr                                    | 2010  | 2015  | 2016  | 2017  | 2018   | 2019   | 2020   | 2021   | 2022   | 2023  |
| --------------------------------------- | ----- | ----- | ----- | ----- | ------ | ------ | ------ | ------ | ------ | ----- |
| BIP in Mrd. USD (Kaufkraftparität)      | 24,7  | 35,0  | 36,9  | 39,3  | 38,0   | 38,8   | 41,0   | 47,1   | 52,3   | 56,7  |
| BIP pro Kopf in USD (Kaufkraftparität)  | 4.226 | 5.563 | 5.812 | 6.126 | 5.857  | 5.918  | 6.317  | 7.202  | 7.922  | 8.492 |
| BIP-Wachstum (real)                     | 4,4 % | 4,8 % | 4,6 % | 4,6 % | −3,4 % | −2,9 % | −1,8 % | 10,3 % | 3,8 %  | 4,6 % |
| Inflation (in Prozent)                  | 5,5 % | 4,0 % | 3,5 % | 3,9 % | 4,9 %  | 5,4 %  | 3,7 %  | 4,9 %  | 10,5 % | 8,4 % |
| Staatsverschuldung (in Prozent des BIP) | 30 %  | 29 %  | 31 %  | 34 %  | 38 %   | 42 %   | 48 %   | 47 %   | 45 %   | 42 %  |

### Wichtige Handelsgüter
- Import: Erdölprodukte, Konsumgüter, Maschinen und Ausrüstung, Rohmaterialien
- Export: Bananen, Baumwolle, Gold, Meeresfrüchte, Kaffee, Rindfleisch, Rum, Tabak, Zigarren, Zucker

Nicaragua ist Mitglied der International Cocoa Organization.

### Staatshaushalt
Der Staatshaushalt umfasste 2009 Ausgaben von umgerechnet 1,5 Mrd. US-Dollar, dem standen Einnahmen von umgerechnet 1,3 Mrd. US-Dollar gegenüber. Daraus ergibt sich ein Haushaltsdefizit in Höhe von 2,2 % des BIP.

Die Staatsverschuldung betrug 2009 4,0 Mrd. US-Dollar oder 63,1 % des BIP.
2020 betrug der Anteil der Staatsausgaben (in % des BIP) folgender Bereiche:
- Gesundheit: 8,6 %
- Bildung: 4,6 %
- Militär: 0,6 % (2023)

### Verkehr
Das gesamte Straßennetz umfasste 2014 etwa 23.897 km, wovon 3.346 km asphaltiert sind.
Die Panamericana verläuft durch Nicaragua, unter anderem durch die Städte Managua, Granada und Rivas. Am Grenzübergang Penas Blancas trifft sie auf das Staatsgebiet von Costa Rica. Das Straßennetz ist im Südwesten relativ gut ausgebaut. Neu ausgebaut und in sehr gutem Zustand ist die Straße von Lovago/Acoyapa nach San Carlos sowie von Leon nach Poneloya an der Pazifikküste.
Zwischen Managua, Bluefields, Puerto Cabezas, San Carlos und den Corn Islands verkehrt eine inländische Fluglinie. An der Karibikküste, im Nicaragua-See und auf dem Río San Juan gibt es regelmäßige Schiffsverbindungen. Die ehemalige Eisenbahnlinie von Chinandega über die Hauptstadt Managua nach Granada am Nicaraguasee, sowie eine Nebenstrecke von Masaya nach Diriamba sowie von León nach El Sauce ist nicht mehr in Betrieb. In Granada kann man den ehemaligen Bahnhof und eine Dampflokomotive samt einiger Wagen noch besichtigen (Museum).
Seit Jahrhunderten bestehen Pläne zum Bau eines Kanals durch Nicaragua. Diese wurden Ende der 1990er Jahre / Anfang der 2000er Jahre kurzzeitig wieder hervorgeholt, da der Panama-Kanal – bis zu seiner Verbreiterung von 2007 bis 2016 – nicht mehr für alle Schiffe befahrbar war. 2013 erteilte das Parlament einem chinesischen Unternehmen, Hong Kong Nicaragua Canal Development Investment (HKND), die Rechte für den Bau. Der Präsident sprach in seiner Rede vor dem Parlament von einem „gelobten Land“ anstelle einer Wüste. HKND sollte eine 100-jährige Konzession erhalten und für den Kanalbau Land enteignen können. Zudem sollte es einen Flughafen, eine Freihandelszone und Ferienresorts errichten. Vertreter des Staats in der Kommission für das „El Gran Canal“ (Der große Kanal) genannte Projekt war der Sohn des Präsidenten, Laureano Ortega. Keiner der Pläne wurde verwirklicht. 2018 wurde das HKND-Büro in Hongkong geschlossen.

## Kultur
Das öffentliche Schulsystem Nicaraguas sieht weiterhin keinen Unterricht in kreativ-musischen Fächern vor.
Auf Grund der defizitären Strukturen im Bereich Kultur initiierten Ernesto Cardenal und Dietmar Schönherr Anfang der 1990er Jahre die Stiftung Casa de los tres mundos. Diese ist eine Kultur- und Entwicklungsinstitution zur Förderung von sozial akzentuierten Kulturprojekten in Nicaragua und Zentralamerika mit Sitz in Granada, Nicaragua. Neben der künstlerischen und musikalischen Kinder- und Jugendausbildung finanziert und koordiniert die Stiftung ein integriertes Dorfentwicklungsprojekt in Malacatoya.
Weitere Projekte sind die Deutsch-Nicaraguanische Bibliothek mit dem Bücherbus Bertolt Brecht und Música en los Barrios, die beide in Managua Kindern und Jugendlichen den Zugang zu Kunst und Kultur ermöglichen.
Diese Projekte werden von der deutschen Nichtregierungsorganisation Pan y Arte mit Sitz in Münster finanziell unterstützt.

### Musik
Die Musik Nicaraguas basiert auf indigenen Traditionen wie auf spanischen und US-amerikanischen Einflüssen. Sie nimmt Anregungen aus ganz Zentralamerika auf und verwendet die in den Nachbarländern gebräuchlichen Instrumente, vor allem die Marimba. Typisch sind auch Chichero- und Mariachi-Gruppen, die auf vielen Festivals auftreten. An der karibischen Küste ist der afrikanische Einfluss stark ausgeprägt, z. B. in Form des rituellen Tanzes Palo de Mayo.
Bekannte Musiker sind u. a.:
- Luis Enrique, (Salsa-)Sänger
- die Brüder Luis Enrique Mejía Godoy und Carlos Mejía Godoy
- José de la Cruz Mena, Komponist und Orchesterdirektor
- Perrozompopo.

### Kunst
In der Malerei dominieren farbenprächtige-naive, oft sozialkritisch ambitionierte Wandmalereien, die sog. murales. Das Kulturzentrum Casa de los tres mundos fördert die Laienmalerei, ebenso wie dies Ernesto Cardenal in der von ihm gegründeten christlichen Genossenschaft Solentiname tat. Ein bekannter Vertreter der naiven Malerei ist Manuel García Moia (1936–2023), der auch Wandbilder in Ingelheim, Dietzenbach und Berlin-Rummelsburg schuf.

### Sport
Der Nationalsport Nicaraguas ist Baseball. Wichtige Ligen sind die Profiliga Liga Nicaragüense de Béisbol Profesional, eine Winterliga, die von Oktober bis Januar spielt und die Amateurliga Campeonato Nacional de Beisbol Superior, deren Saison von Februar bis Juli läuft.
Schon im 19. Jahrhundert wurde versucht Baseball in Nicaragua einzuführen. An der Karibikküste wurde den Einheimischen von Albert Addlesberg, einem Einzelhändler aus den USA, das Baseballspielen beigebracht. Doch wirklich beliebt war es an der Küste nie. Große Beachtung fand es erst 1891 als eine Gruppe College Studenten aus den Vereinigten Staaten die „Sociedad de Recreo“ gründeten, in der verschiedene Sportarten ausgeübt wurden. Baseball wurde dort schnell zur beliebtesten Sportart.
Special Olympics Nicaragua wurde 2015 gegründet und nahm mehrmals an Special Olympics Weltspielen teil.

### Filmische Rezeption
- Der Aufstand, DEU 1980 (Regie: Peter Lilienthal)
- Under Fire, auch: Unter Feuer, USA 1983 – Ein fiktiver Film über den Fotojournalismus zur Zeit der Revolution von 1979 (Regie: Roger Spottiswoode)
- Walker, USA 1987 (Regie: Alex Cox)
- Carla’s Song, GBR/ESP/DEU 1996 – Spielfilm über eine Beziehungsgeschichte (Regie: Ken Loach)
- Bismuna – Ein Abenteuerfilm, DEU 1999 (Regie: Uli Kick)
- Unser America, CHE 2005 (Regie: Kristina Konrad)
- Planet Carlos, DEU 2008 (Regie: Andreas Kannengießer)
- La Yuma, NIC/FRA 2009 (Regie: Florence Jaguey)
- Nicaragua – Die gestohlene Revolution [Memento vom 30. Oktober 2014 im Internet Archive], FRA 2013 (Regie: Clara Ott, Gilles Bataillon)
- Ein Traum von Revolution (DEU 2024, Drop-Out Cinema eG, Regie: Petra Hoffmann)